# Kostel svatého Gotharda (Potěhy)
Kostel svatého Gotharda je jednolodní kostel nacházející se v Potěhách u Čáslavi, první zmínka o kostele pochází z 13. století.

## Historie

### 13. století
Nejstarší písemná zmínka o obci pochází z roku 1242, kdy se o ní zmiňuje listina českého krále Václava I. Již tehdy se Potěhy uvádějí jako farní a první zpráva o raně gotickém kostele svatého Gotharda pochází z roku 1268. Kostel se skládal z presbytáře, orientovaného přibližně na východ, sklenutého křížovou klenbou s kamennými žebry a lodí dlouhou 10,6 m.
Ve 14. až 16. století kostel neprošel žádnými stavebními úpravami. V 16. století měl kostel faráře podobojí.

### 17. století
Koncem 16. nebo počátkem 17. století byla k presbytáři ze severní části přistavena sakristie, která byla hned od počátku postavena jako podvěží. Do sakristie vedený portálek s rovnou profilovanou renesanční římsou je nejstarší dochovaný detail. Obec byla toku 1627 prodána Marii Magdaléně Trčkové, rozené Lobkovicové. Roku 1636 byl nabytý majetek Trčkům zkonfiskován a císař ho věnoval generálmaršálkovi Arnoštu de Suis. Ten započal se znovubudováním kostela, nejspíš díky válečným událostem zpustlého. V roce 1642 – 1659 došlo k raně barokní přestavbě kostela. Jižní a severní zdi lodi byli strženy – došlo k rozšíření a výstavně současné lodě i nového presbytáře. V severní části došlo k výstavně zděné arkády kruchty, nesené třemi masivními pilíři. Po přesunutí presbytáře se ze starého stala kaple Panny Marie. Sakristie dál plnila svůj účel i když byla v nepraktické poloze a byla na ní vystavěna věž. V kostele byl zvon, datovaný do roku 1659, který byl pořízen při příležitosti dokončení větší stavební úpravy. Ve věži jsou patrné zazděné střílnové otvory, které dokazují možnost opevnění kostela.
V průběhu 18. století nejsou o kostele žádné zmínky.

### 19. století
Kostela se výrazně dotklo několik přestaveb. Roku 1807 vyhořela obec i s kostelem. Následujícího roku byl kostel znovu vystavěn. Zachovány jsou stavební plány. Druhý kostelní zvon nesl letopočet 1807. Z východní strany presbytáře byla postavena nová dvoupodlažní sakristie. Ve druhém podlaží je oratoř. V roce 1873 došlo k úpravě dle návrhu architekta Františka Schoranze díky aktivitám na aueršperském žlebském panství. Okna získala lomený záklenek a neogotickou profilaci ostění. Zajímavé je že okna v boční kapli, v podvěží a nad vstupním portálem jdou přes klenby, resp. stropy. Dále došlo na výstavbu dvoustupňovitých vnějších pilířů po obvodu kostela. Došlo i k přestavbě krovu i tvaru střechy nad presbytářem ze sedlové na pultovou ustupující od lodě.

### 20. století
Poslední opravy a úpravy kostela proběhly v letech 1912–1913, které měly pouze zajišťovací a údržbový charakter. Koncem 20. století došlo na výmalbu interiéru kostela.

## Popis
Kostel je jednolodní a přibližně orientován presbytářem k jihu. Na východní straně je od severu věž spolu s kaplí Panny Marie a sakristie vedle presbytáře. Kostel vyplňuje jižní část návsi, naproti kostelu se nachází fara. Trojboký presbytář s velmi profilovaným obloukem je sklenut paprsčitou klenbou na žebrech vybíhajících z konzol. Loď je plochostropá, kruchta lodi je nesená třemi masivními pilíři a arkádami. V podvěží je valená klenba a portálek do kaple. Zajímavé je že okna v boční kapli, v podvěží a nad vstupním portálem jdou přes klenby, resp. stropy. Dvoudílné okenní výplně v presbytáři jsou tvořeny dvěma jeptiškami a dvojplaménkem, okna ve věži a kapli dvěma jeptiškami a trojlistem, čtyřdílné okno v průčelí je tvořeno čtyřplaménkem, dvěma trojlisty a jeptiškami a třídílná okna v lodi třemi jeptiškami a paprsčitou rozetou. Střecha věže je tvořená čtyřmi štíty, severní a jižní štíty mají hodiny, východní je opatřen zvony a západní otvorem ve tvaru kříže. Vstupní průčelí, které je tvořeno věží a štítovou stranou lodě, má 5 dvoustupňovitých vnějších pilířu, 4 jsou rozmístěny po stěně lodi a zbývající je na nároží věže. Uprostřed štítové stěny je vstupní ústupkový portál s tympanonem, nad portálem je čtyřdílné okno a na oknem je otvor ve tvaru kříže.

## Správci farnosti
V současné době je kostel i bývalá potěžská farnost spravována ze Žlebů. V minulosti zde působili tito kněží:
- 1907 R.D. Josef Semrád, farář, děkan (*20.9.1832 - 20.4.1907 Potěhy)
1907 - 1911 R.D. Maxmilian Smrčka, 1906 - 1907, 1911 kaplanem
1911 - 1919 R.D. Václav Sýkora, děkan (*25.9.1848 Chrast - 24.3.1919 Potěhy)
1919 - 1919 R.D. Josef Šinkora, 1911 - 1919, 1919 - 1921 kaplanem
1919 - 1936 R.D. Václav Stýblo
1936 - 1939 R.D. František Fořt
1939 - 1940 R.D. Emil Tichý
1940 - 1944 R.D. Josef Turek, farář
1944 - 1946 R.D. Josef Nouza, administrátor
1946 - 1987 R.D. Alois Hoffmann, děkan (*3.3.1912 - 8.2.1987 Potěhy) - poslední farář, který bydlel v Potěhách, poté spravováno z jiné farnosti
1987 - 1991 R.D. Josef Čech, děkan, excurrendo ze Žlebů (+1996)
1991 - 1992 R.D. Mgr. Jan Linhart, excurrendo z Čáslavi (kaplan)
1992 - 1993 R.D. Mgr. Antonín Brychta, excurrendo z Čáslavi (kaplan)
1993 - 1994 R.D. Mgr. Petr Stejskal, excurrendo z Čáslavi (kaplan)
1994 - 1996 R.D. Mgr. Pavel Tobek, excurrendo z Čáslavi
1996 - 1997 R.D. František Makovec, excurrendo ze Žlebů
1997 - 1997 R.D. Pavel Cepek, excurrendo ze Žlebů
1997 - 2005 R.D. Mgr. Vít Horák, excurrendo ze Žlebů
2005 - dosud R.D. Mgr. Josef Pikhart, excurrendo ze Žlebů

## Zařízení
Zařízení je z 18. století a z 1. poloviny 19. století, pod kruchtou je původní oltářní obraz sv. Gotharda z doby kolem roku 1800, je silně přemalovaný a zničený. Kamenný náhrobník pod kruchtou je z roku 1775, v kapli P. Marie je rokokový oltář z 2. poloviny 18. století s rokajovou ornamentikou a novou sochou P. Marie.

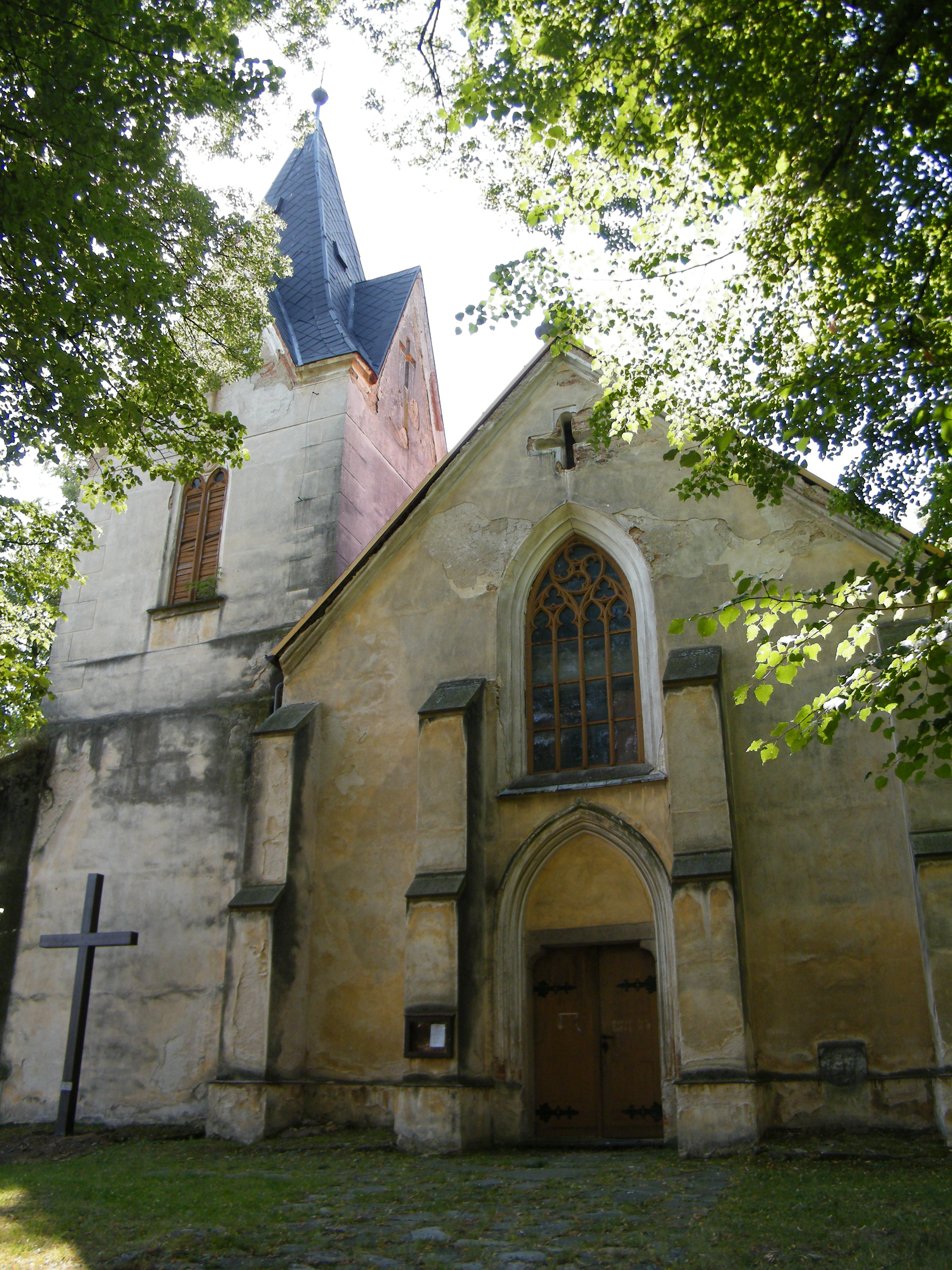
Průčelí kostela
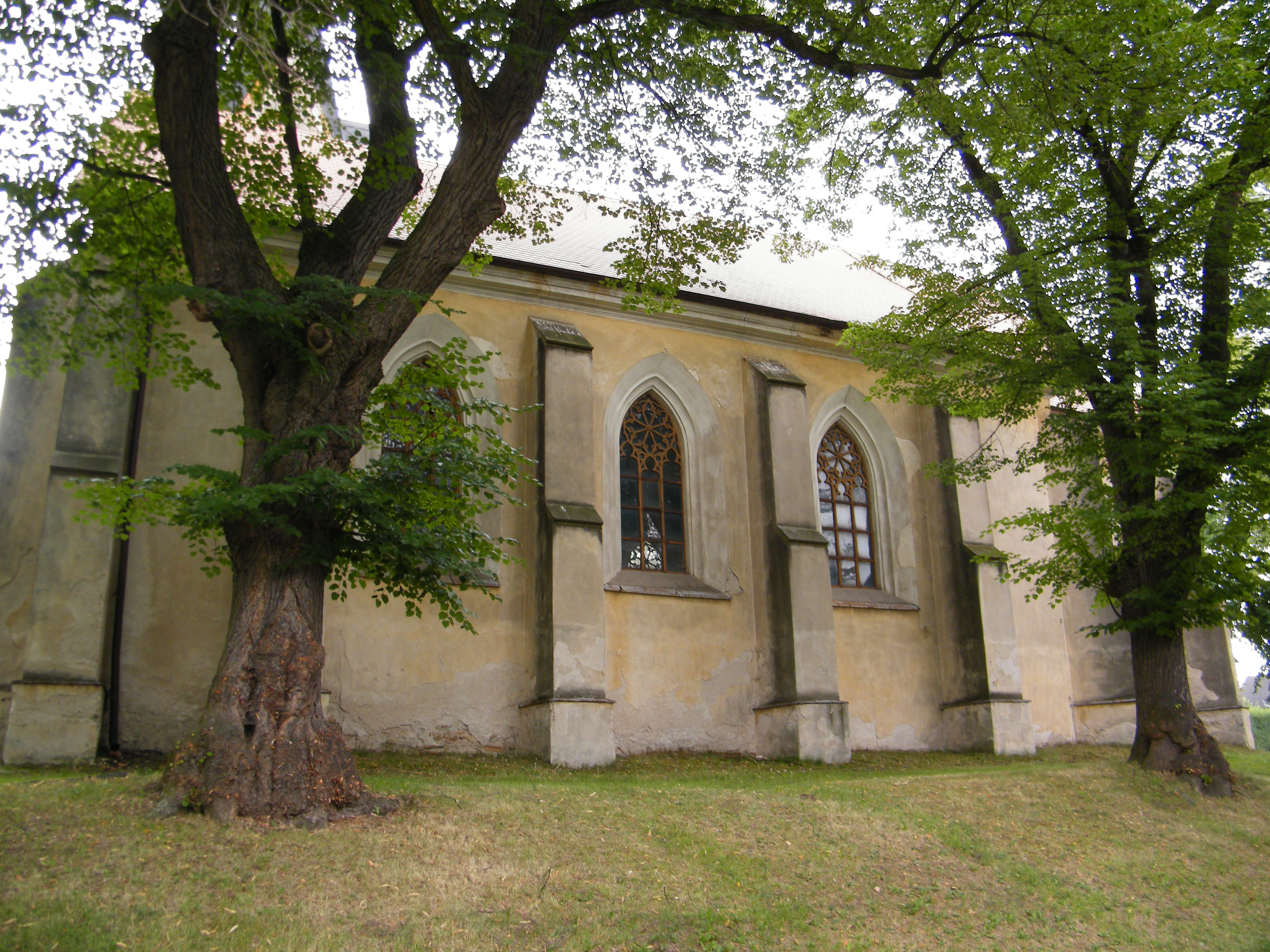
Loď kostela
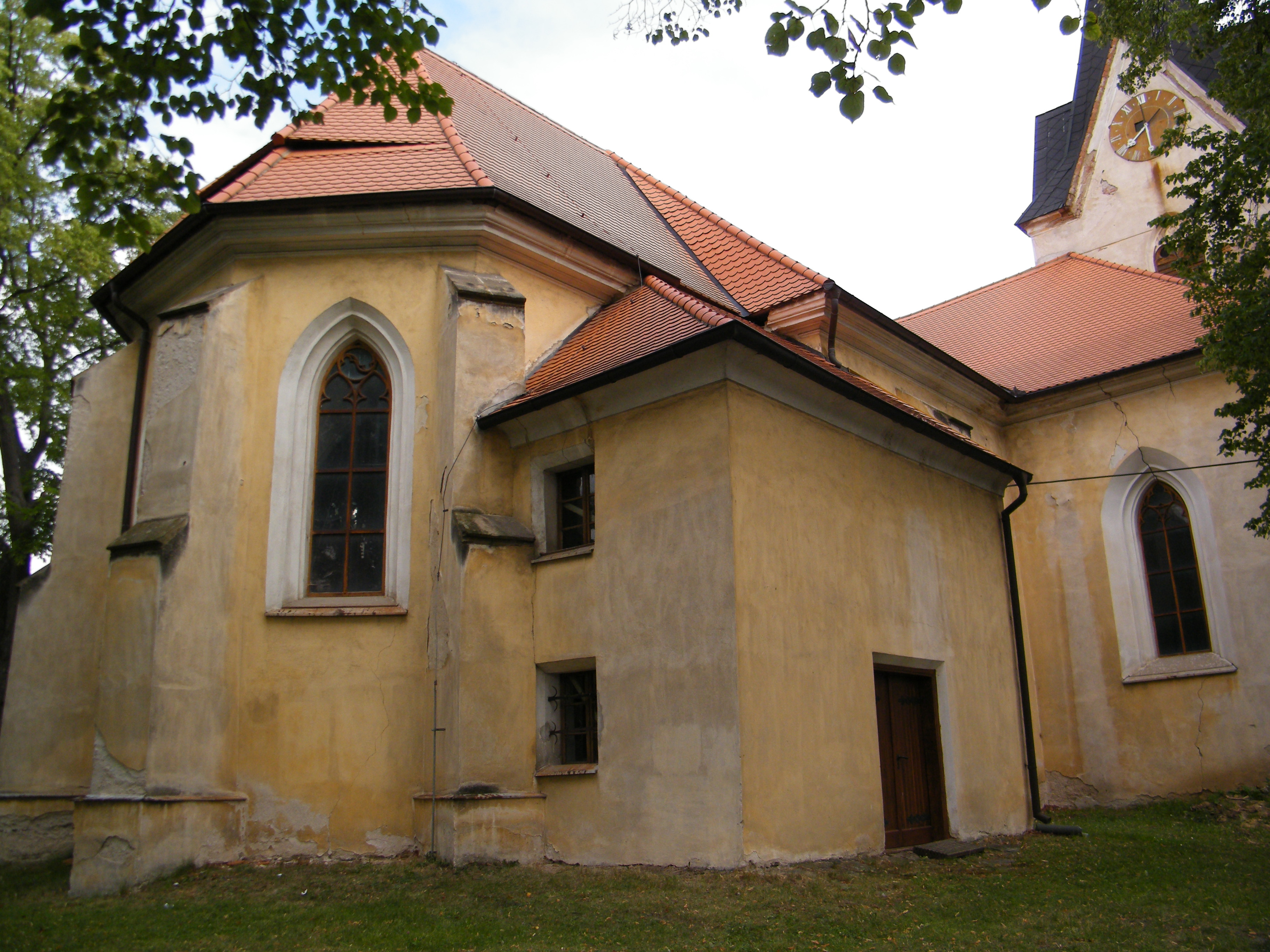
Sakristie kostela
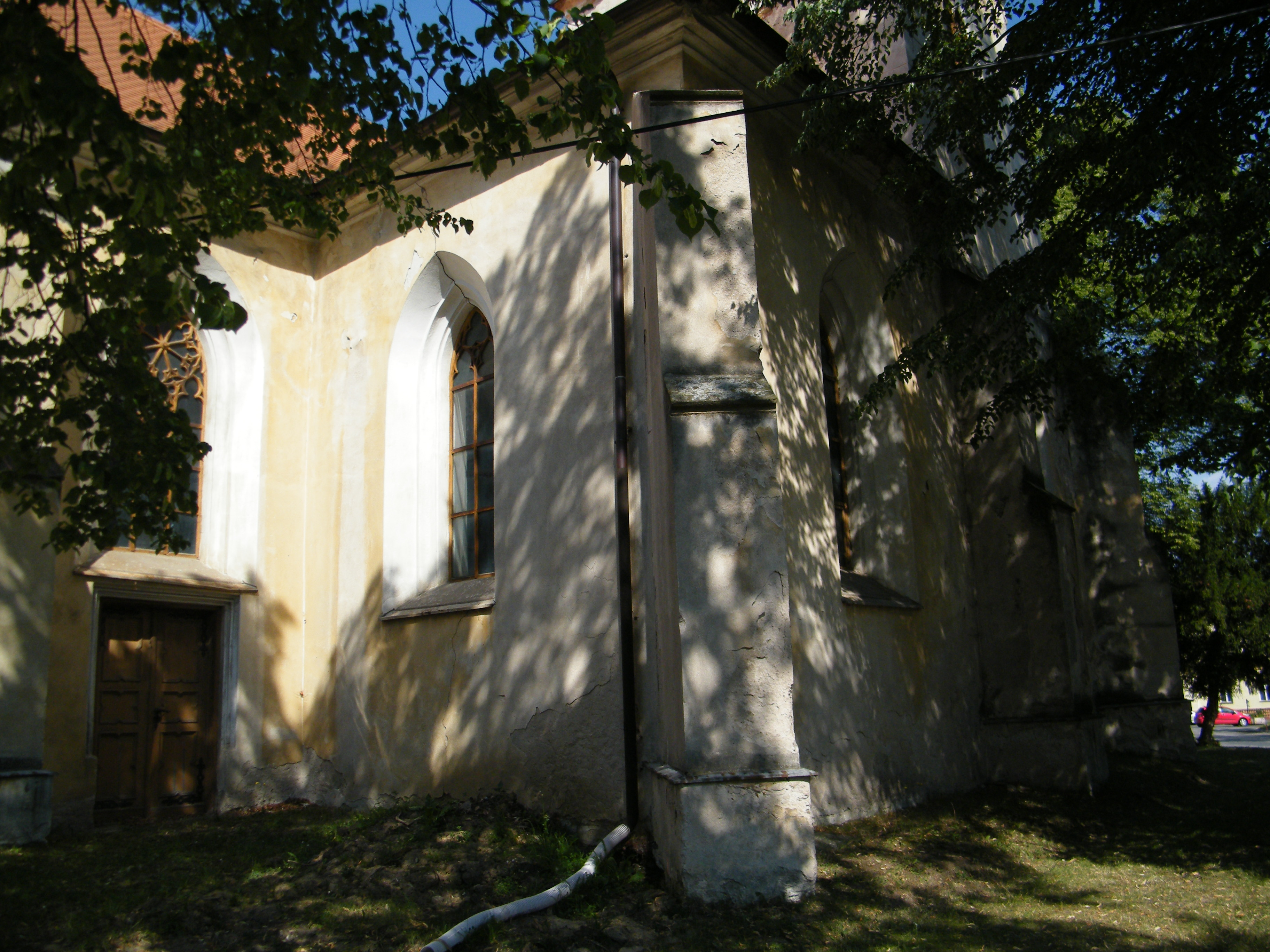
kaple Panny Marie
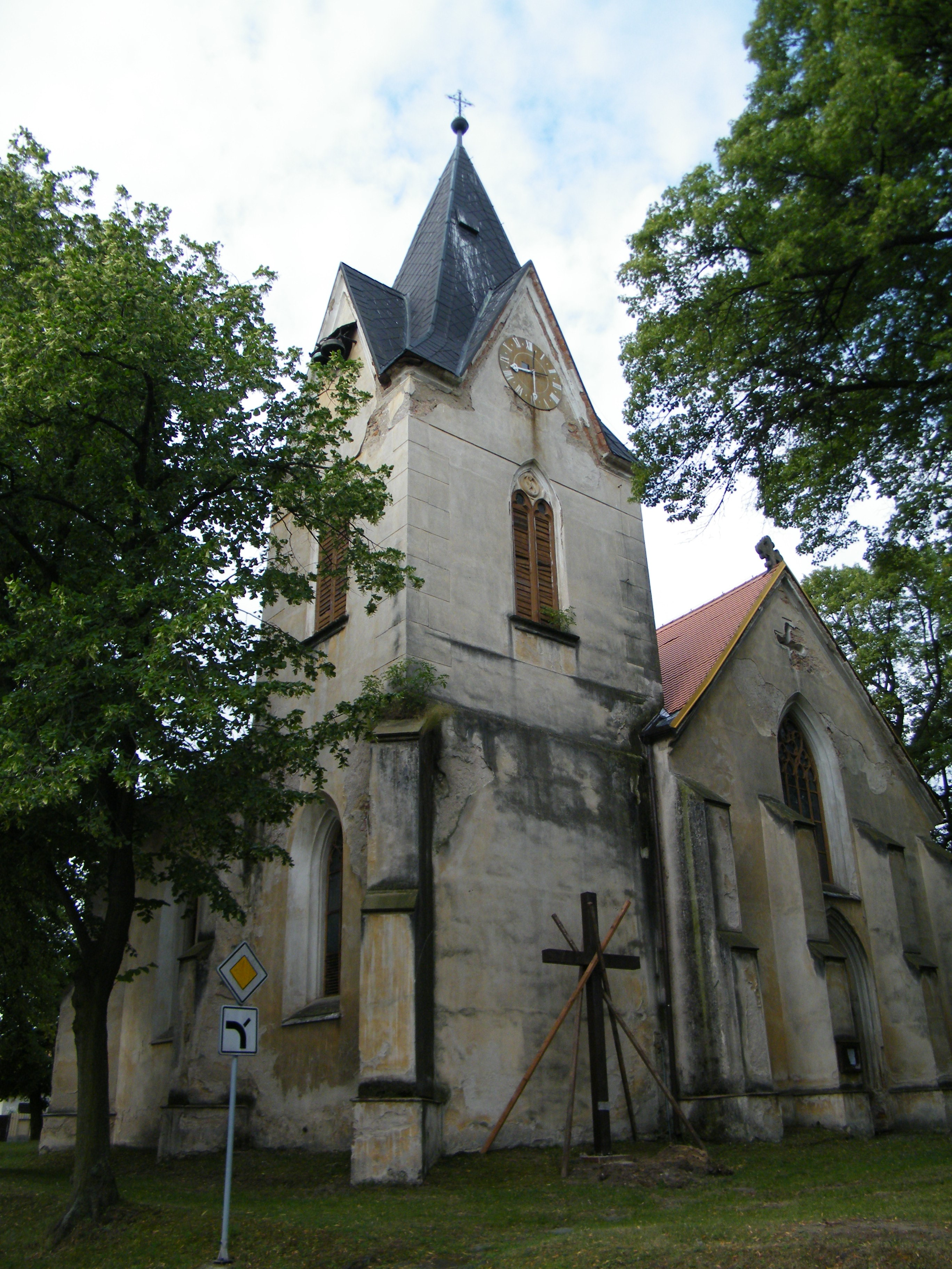
Věž kostela
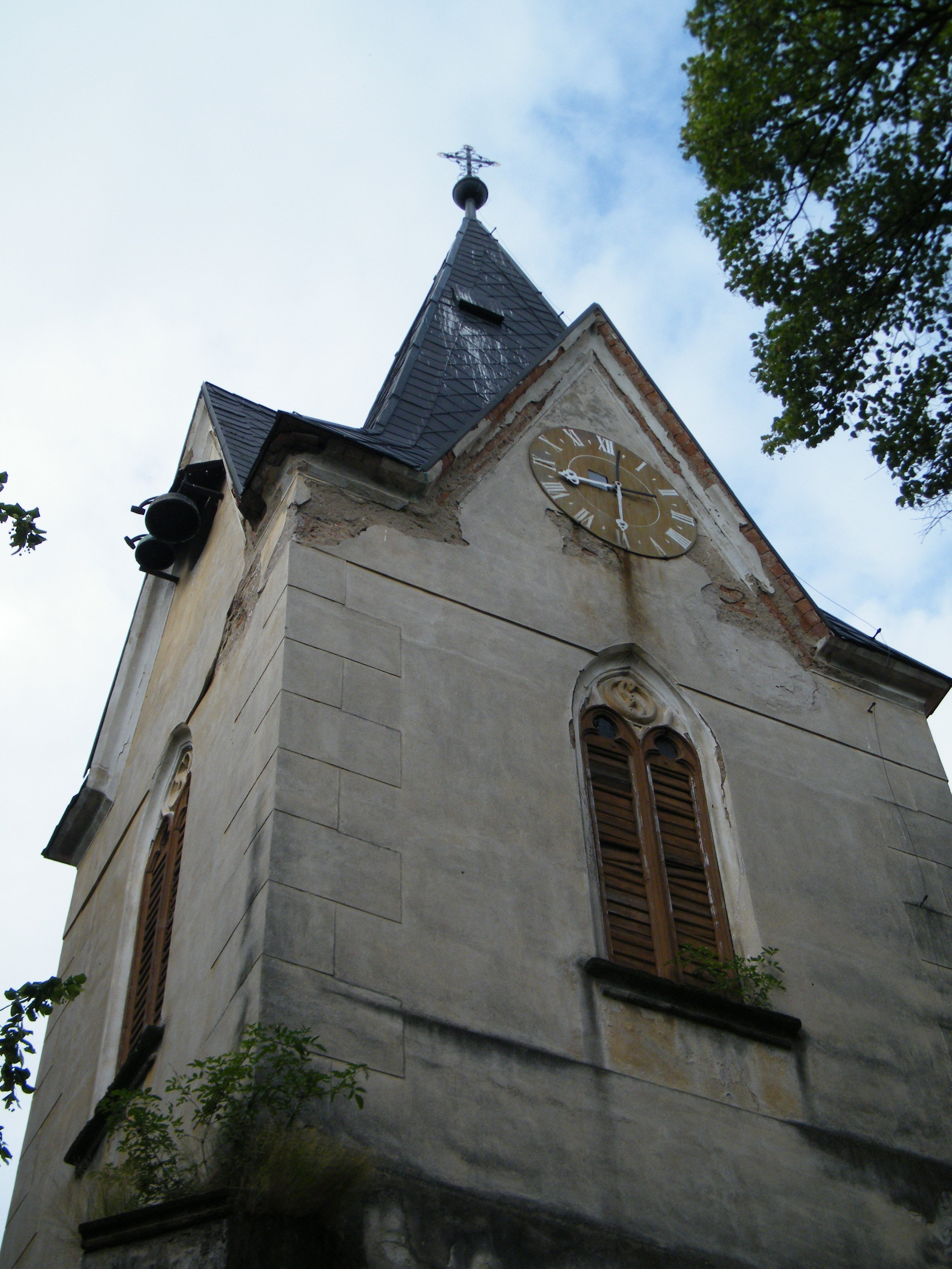
Detail věže
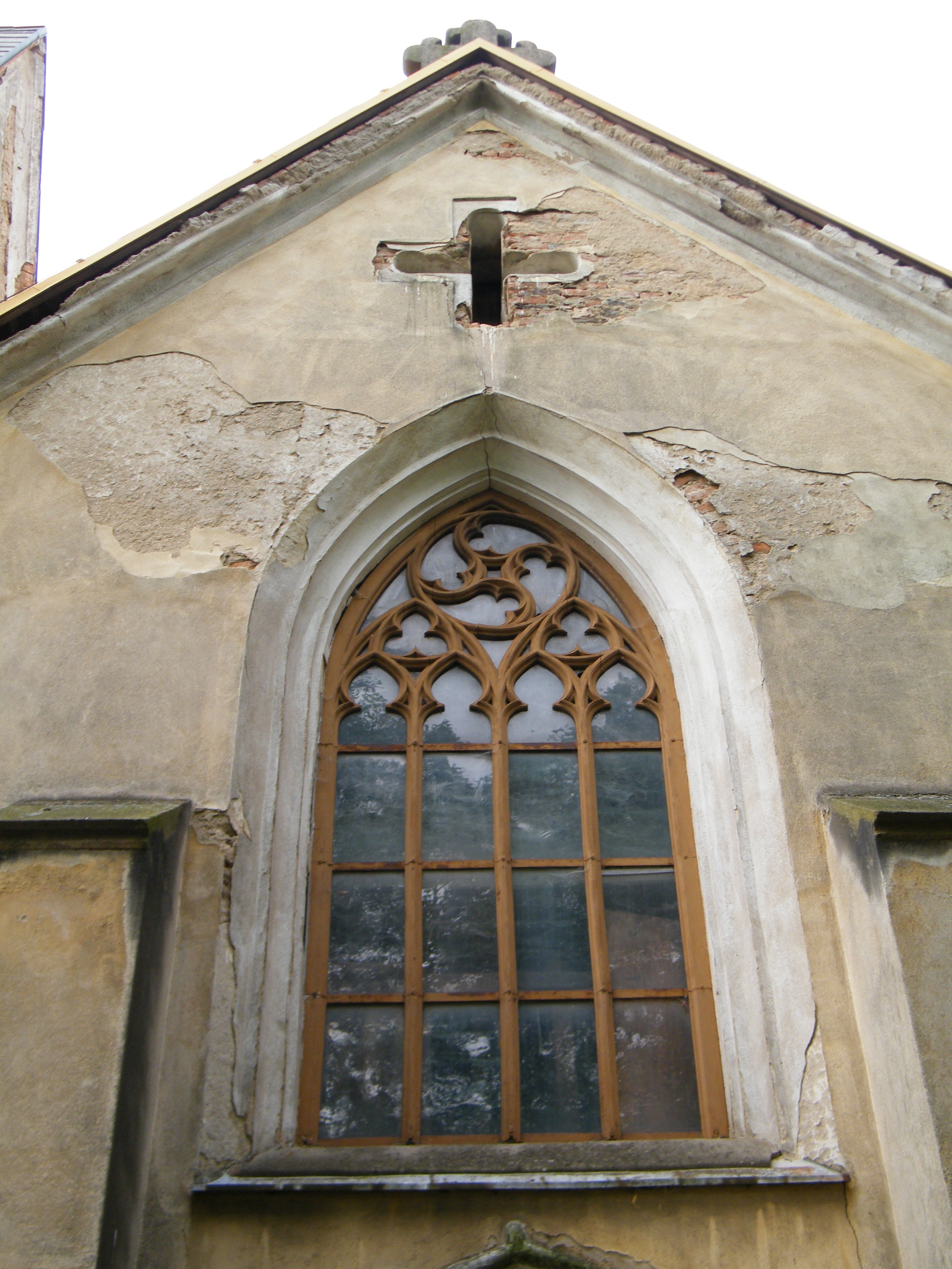
Okno v průčelí
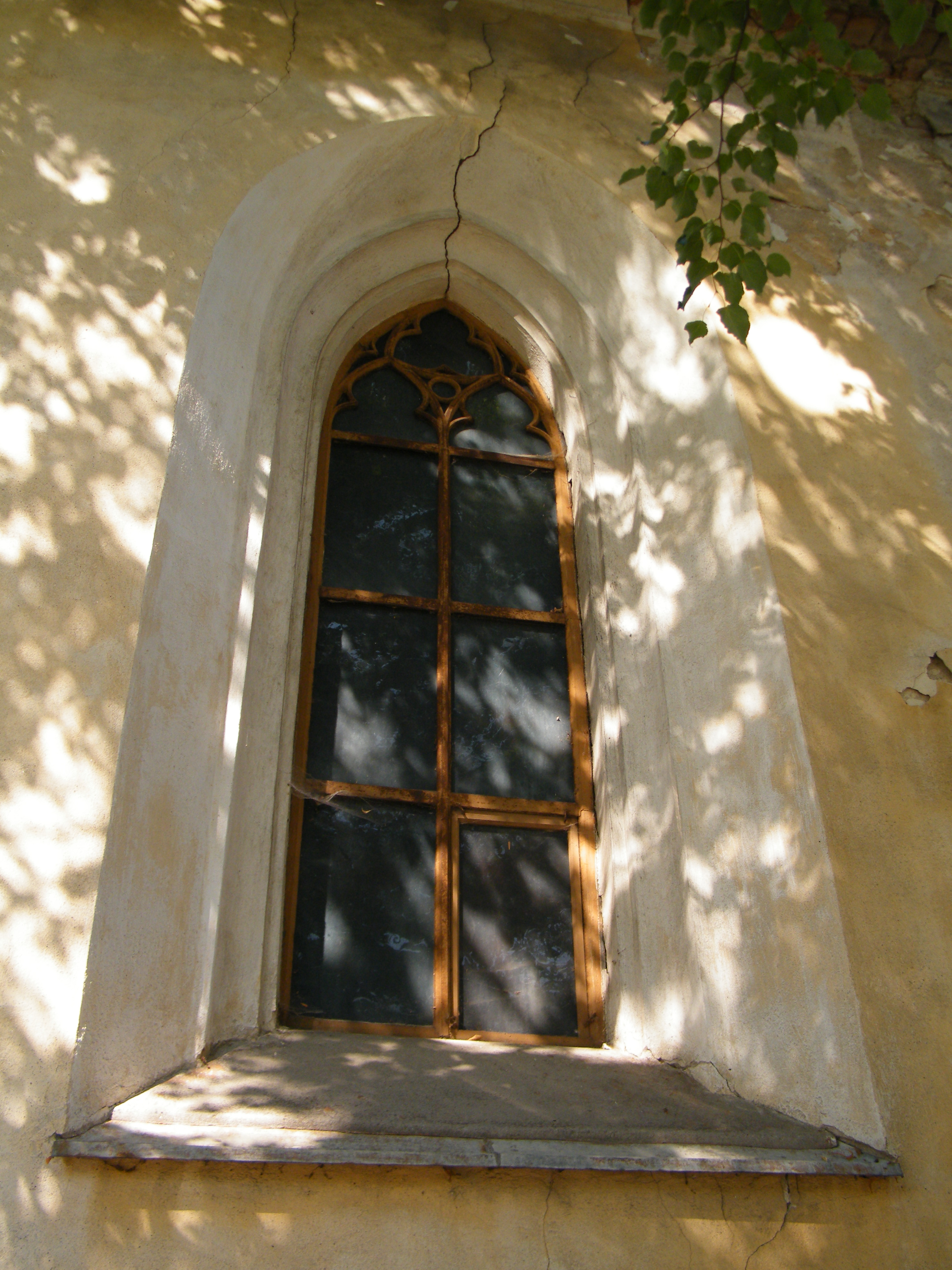
Okno presbytáře
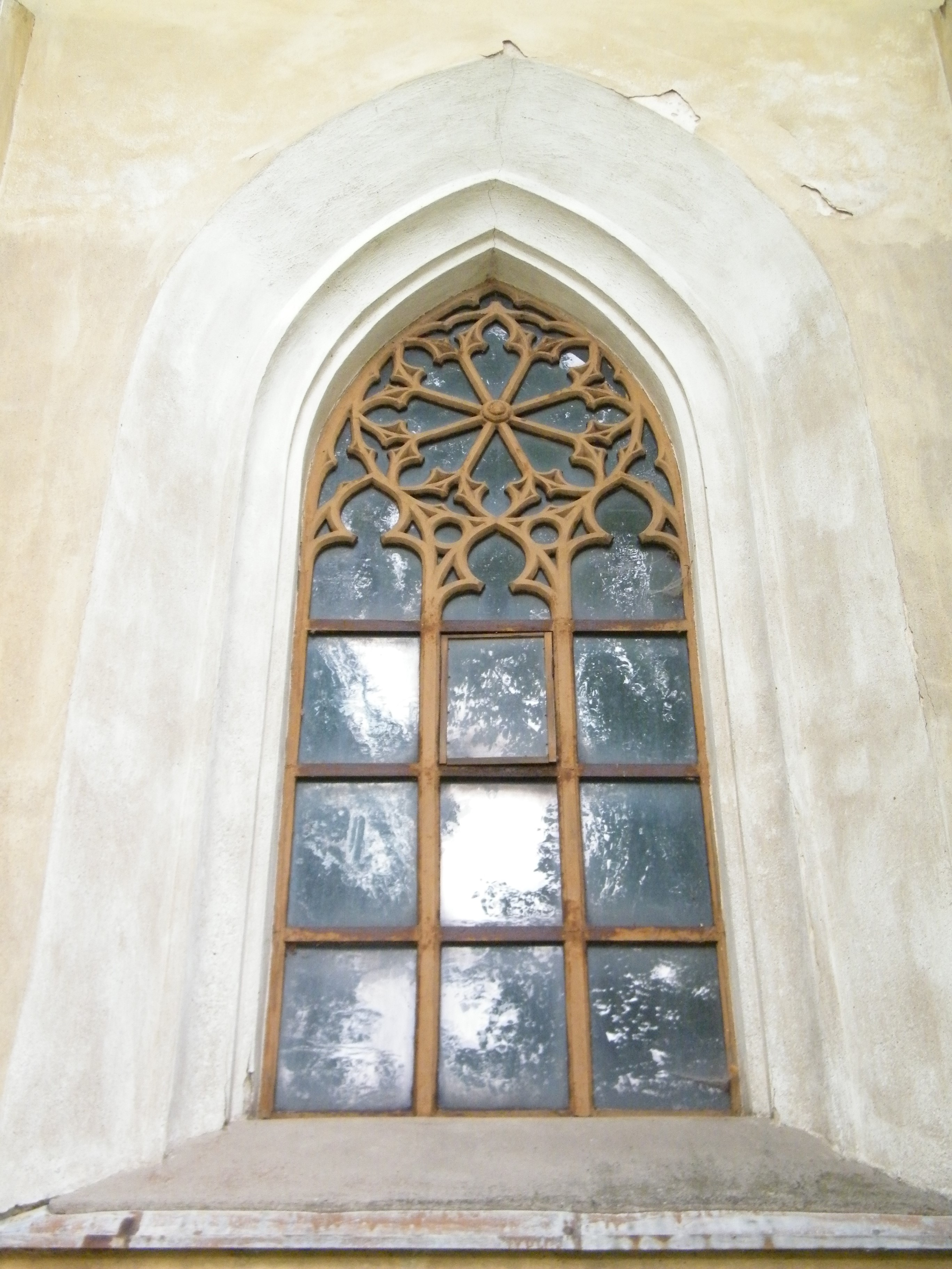
Okno lodi
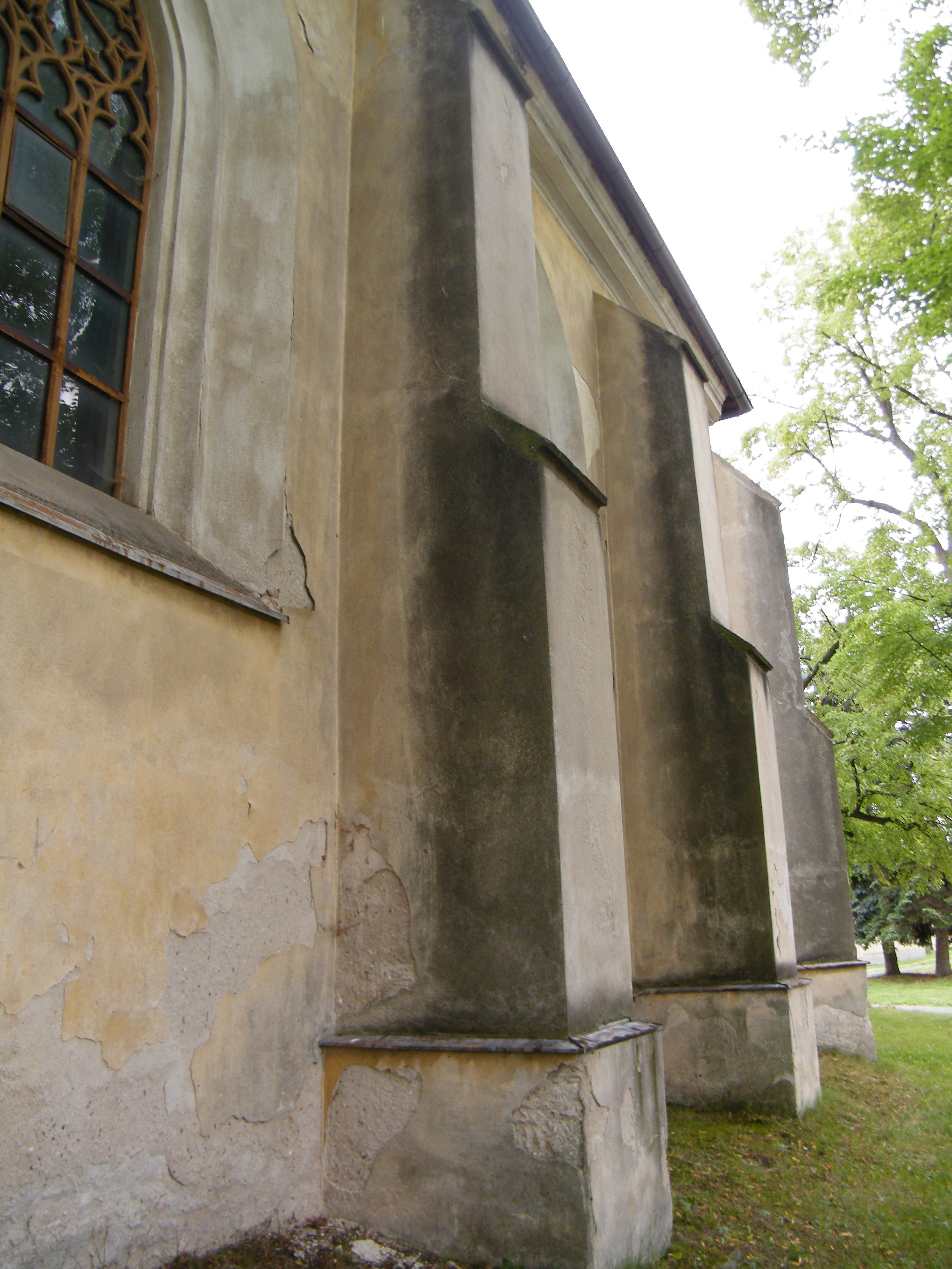
Vnější pilíře
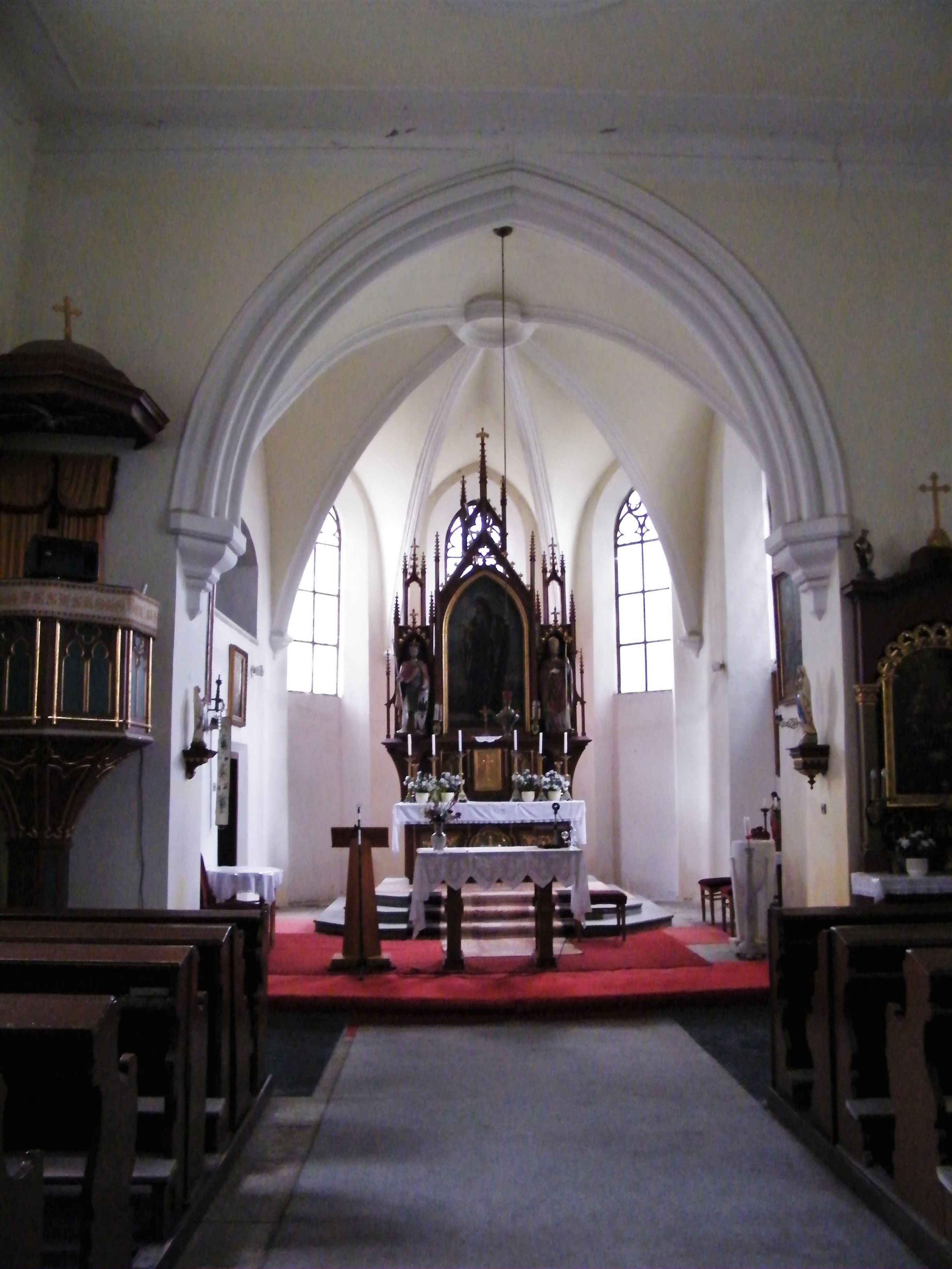
Presbytář kostela
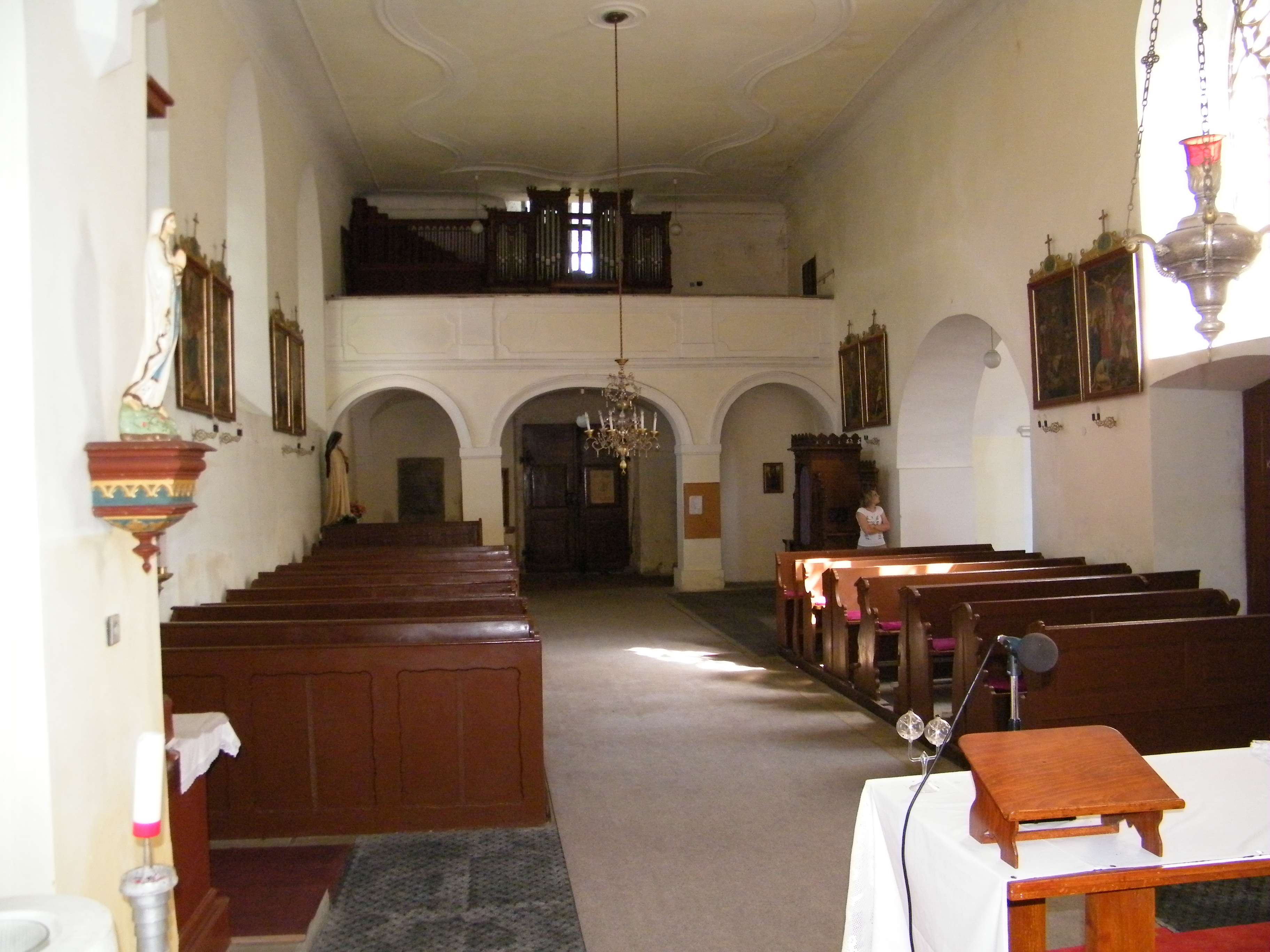
Kostelní loď
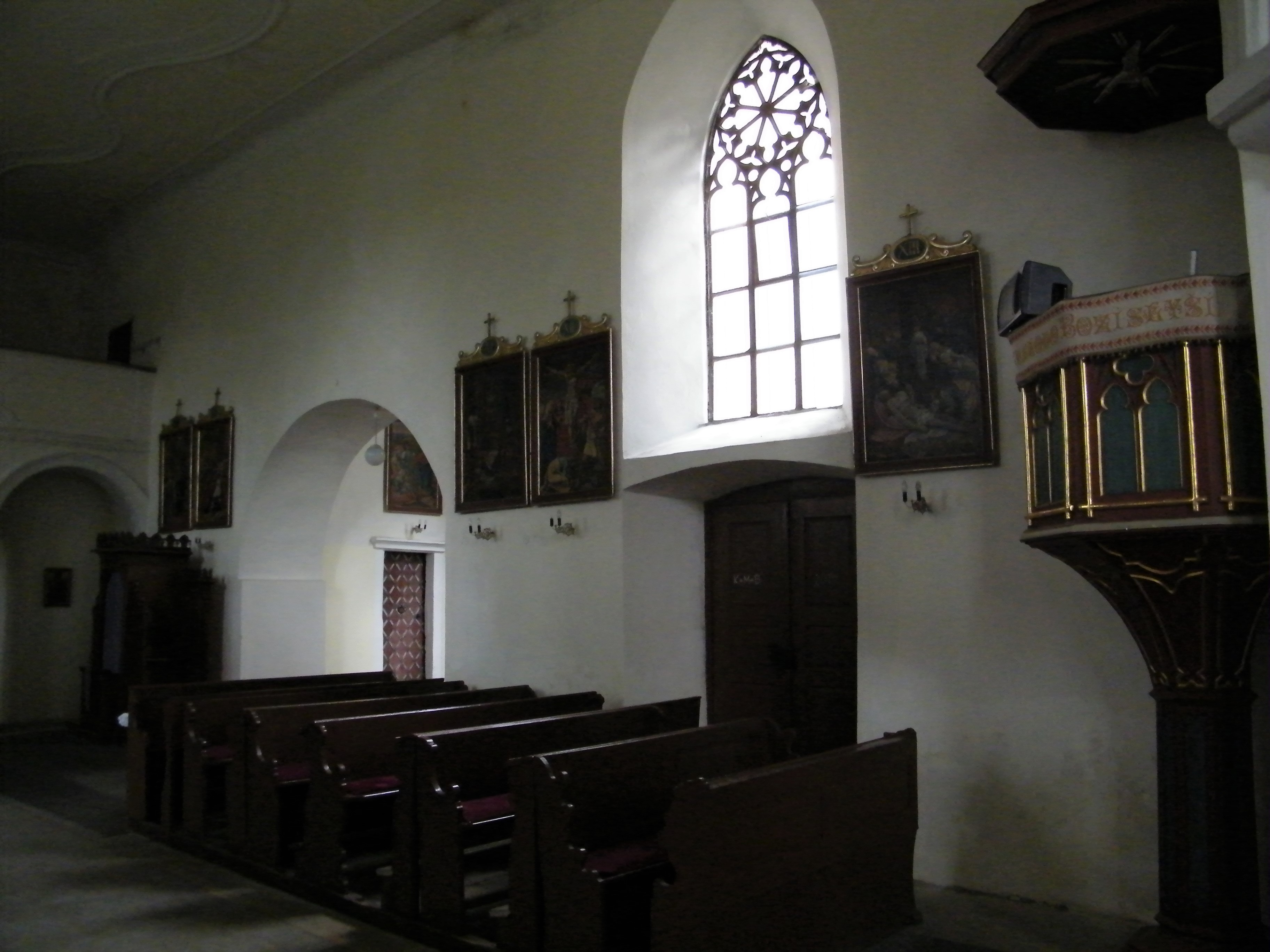
Vchod do kaple
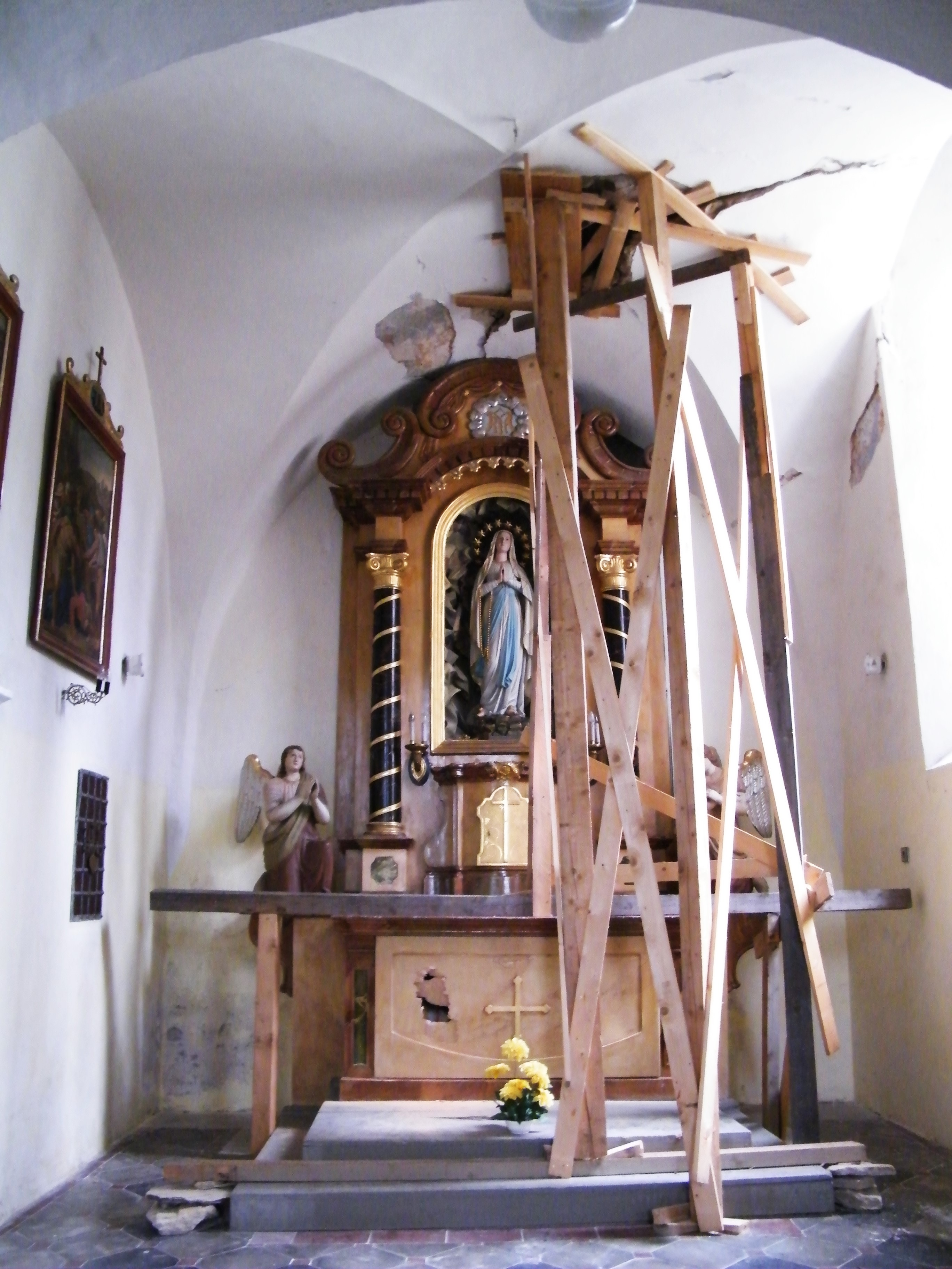
Kaple Panny Marie
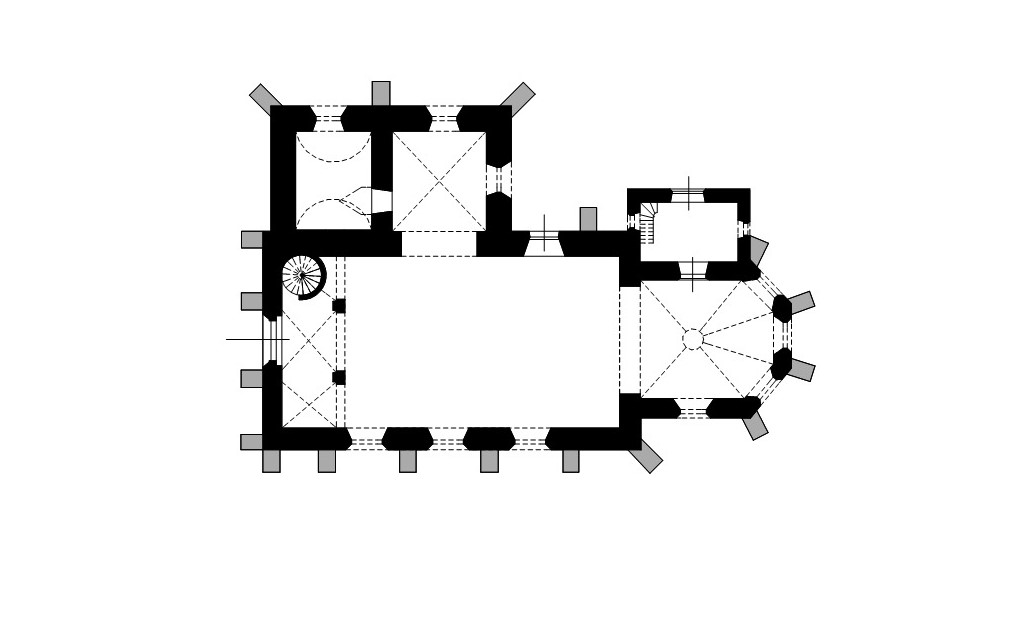
Půdorys kostela
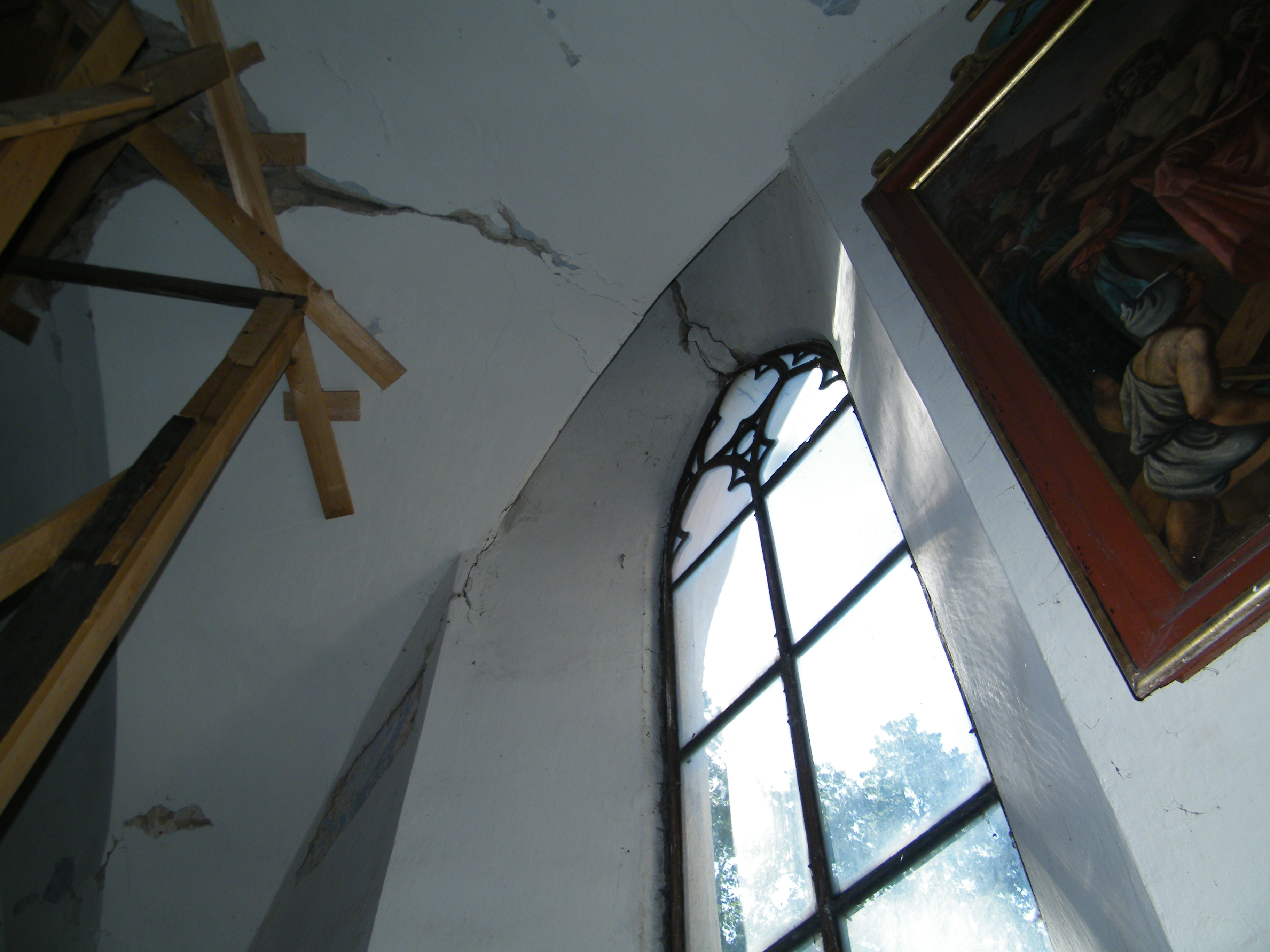
Okno jdoucí přes klenbu
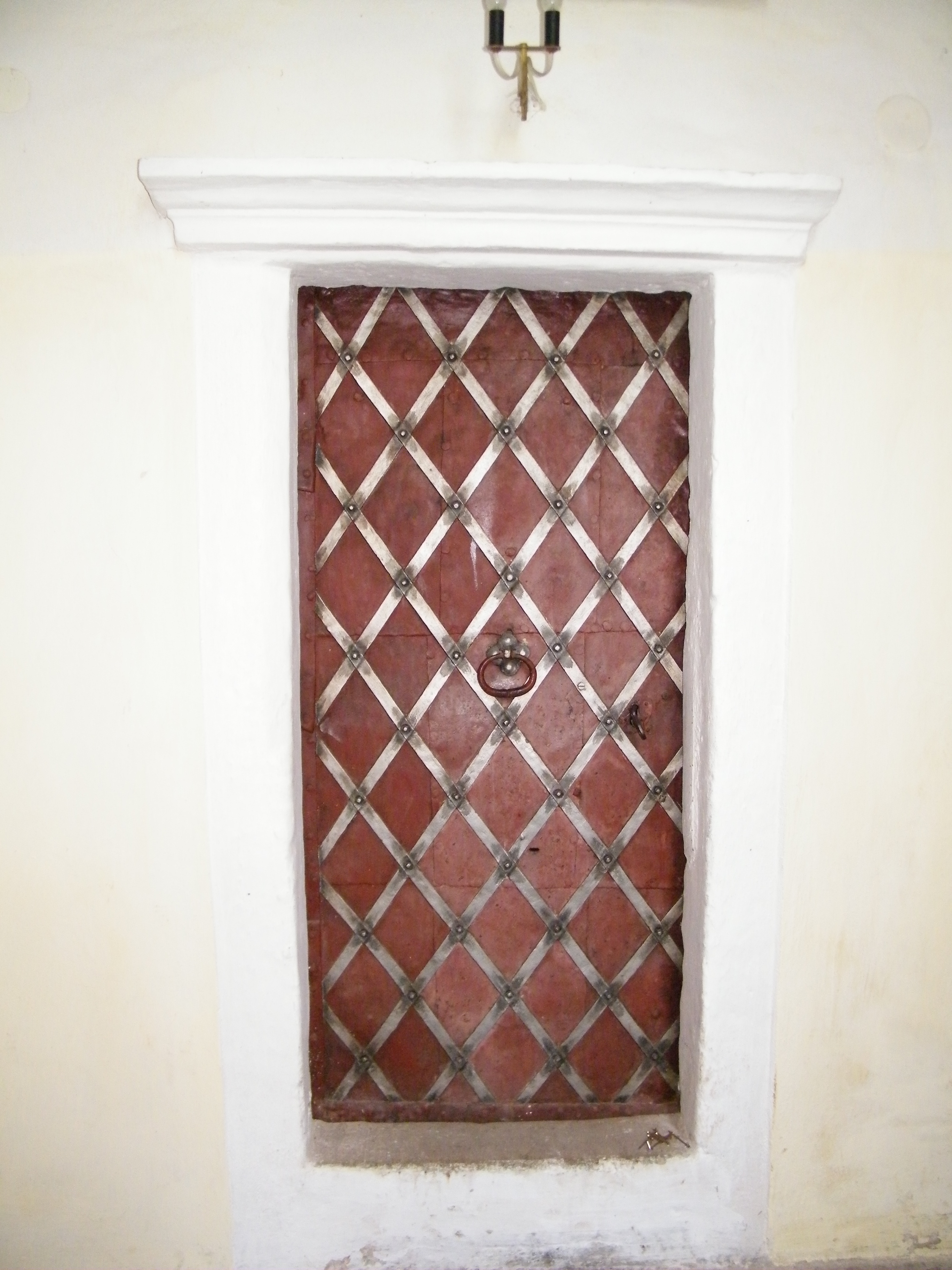
Portálek do původní sakristie
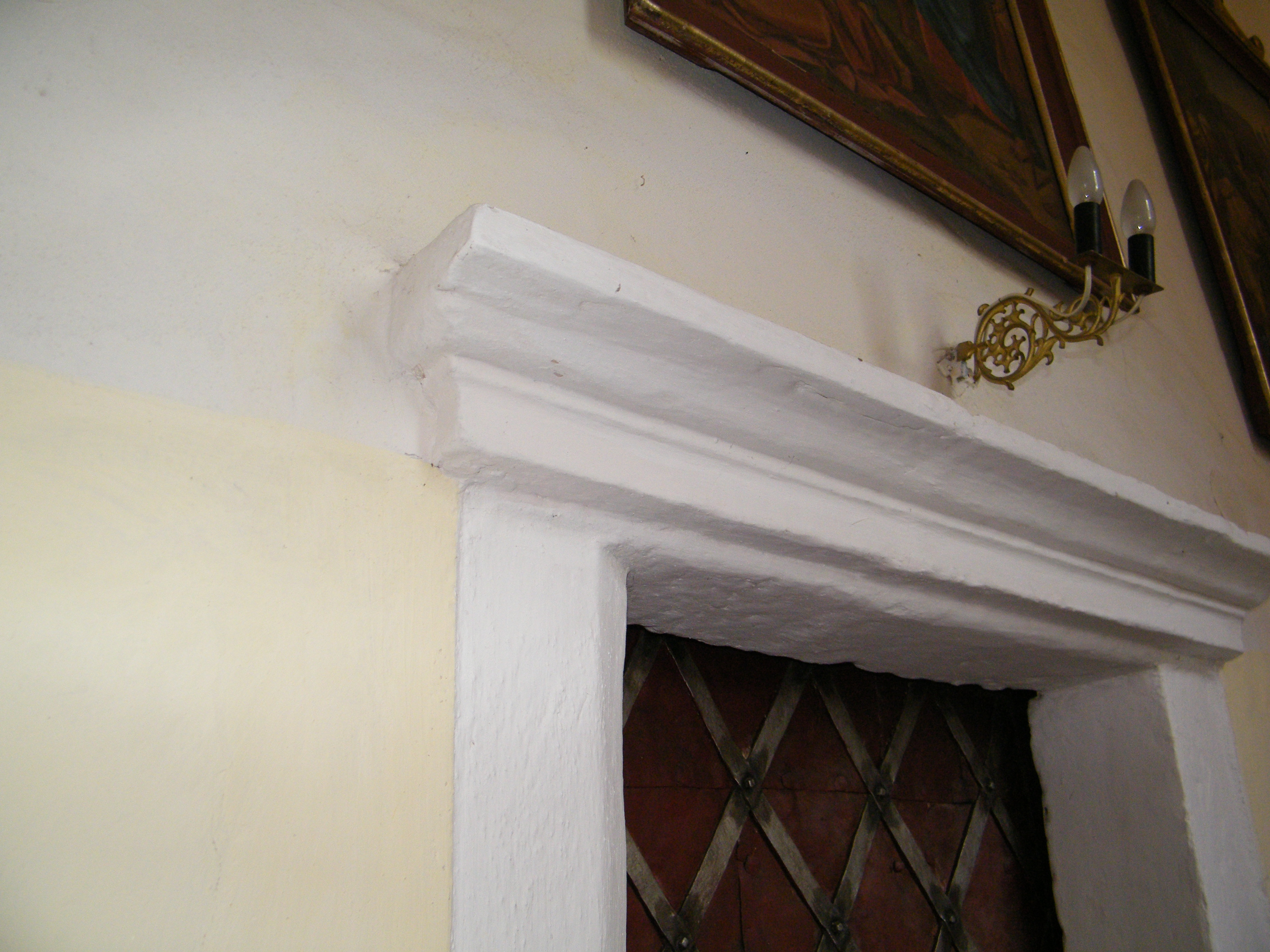
Detail římsy
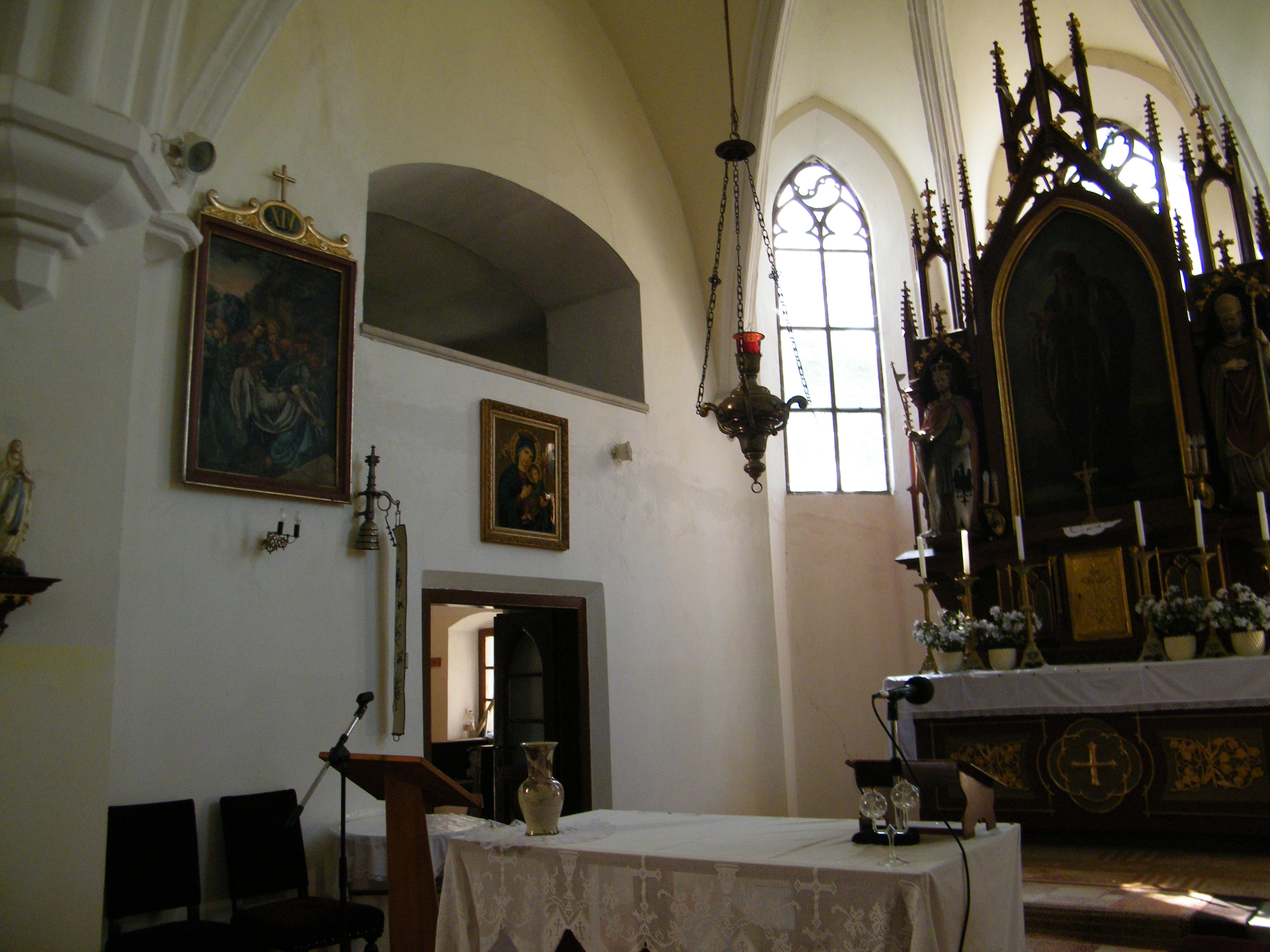
Otvor nad sakristií
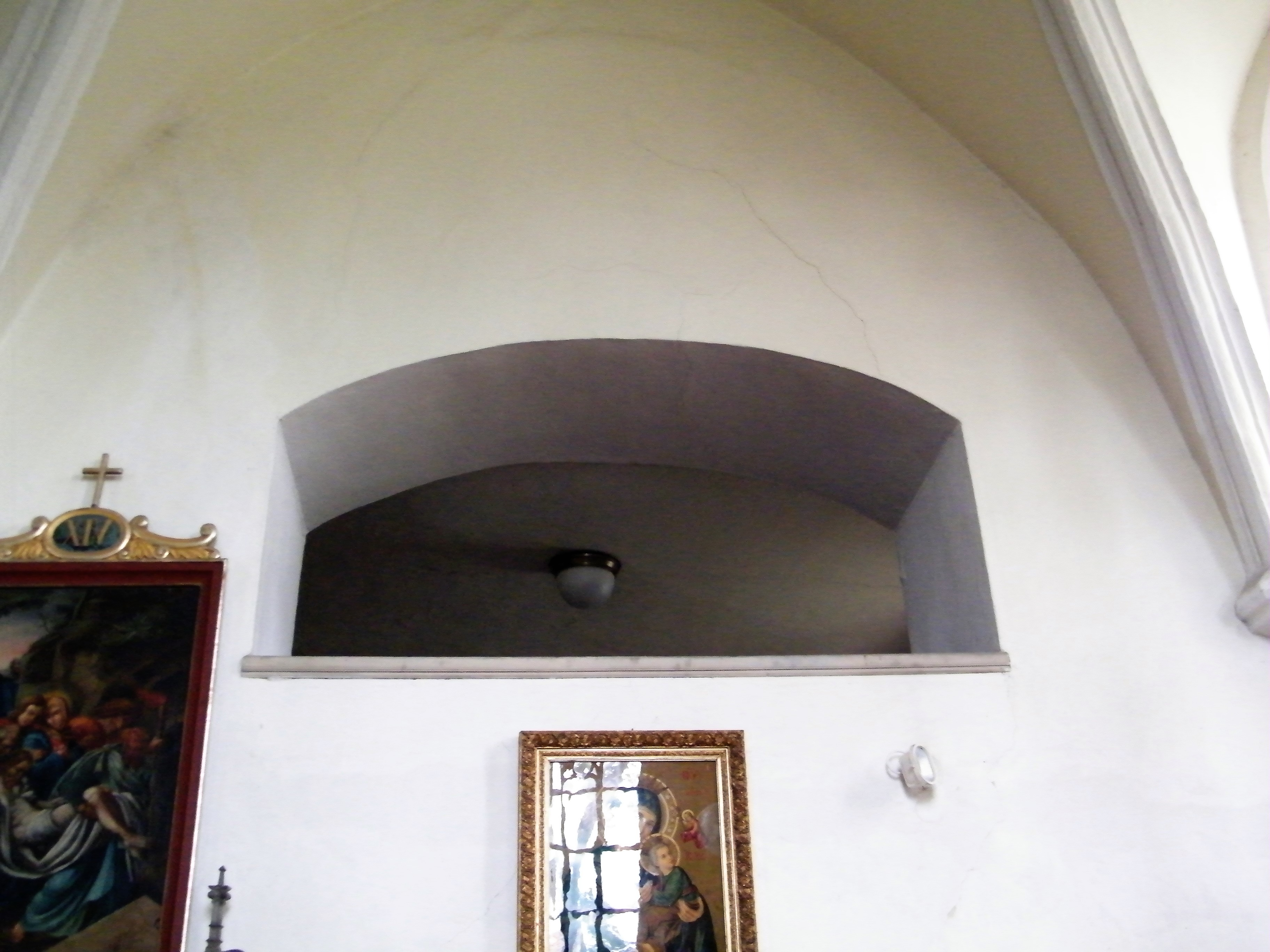
Detail otvoru
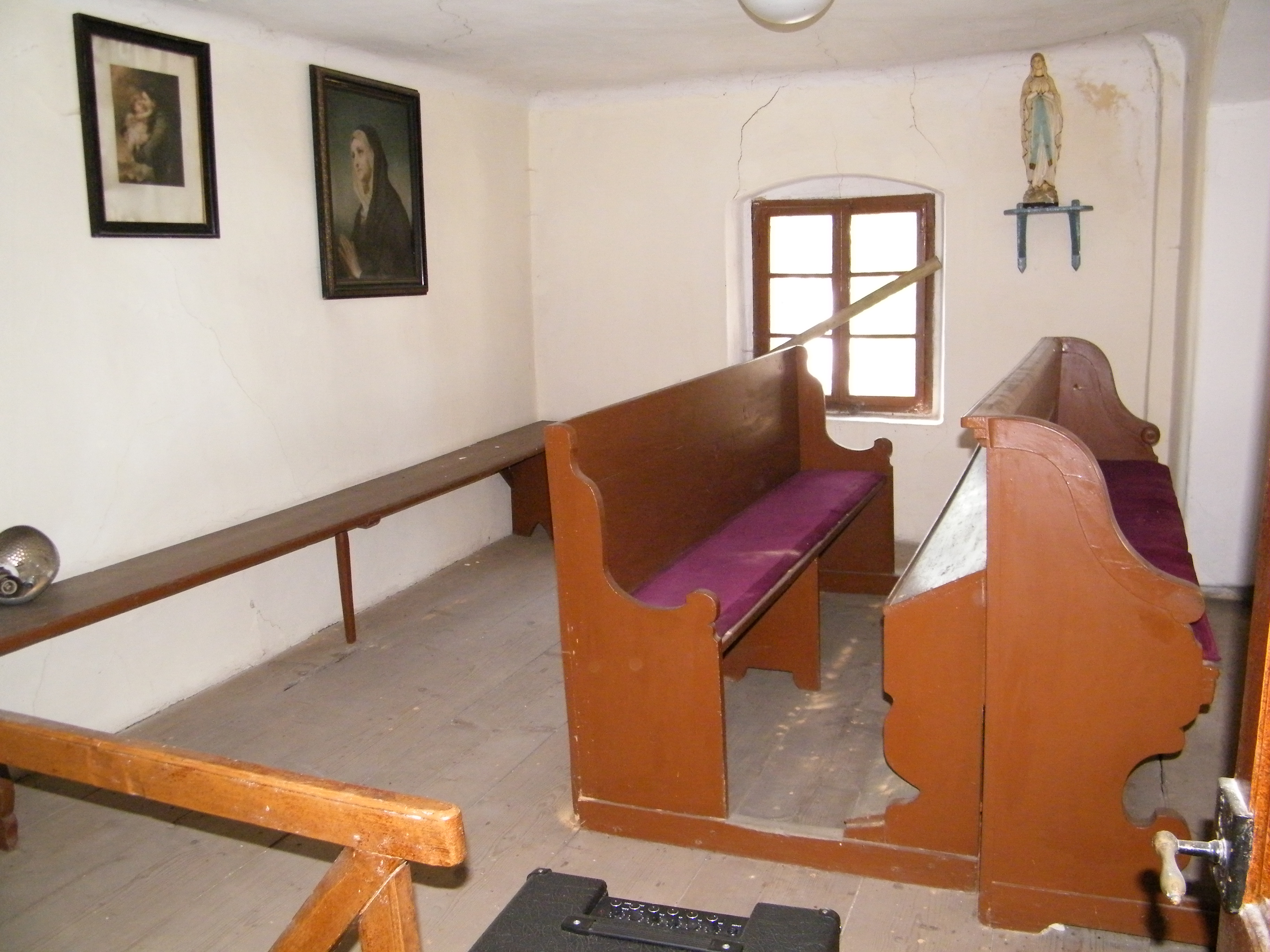
Prostor nad sakristií
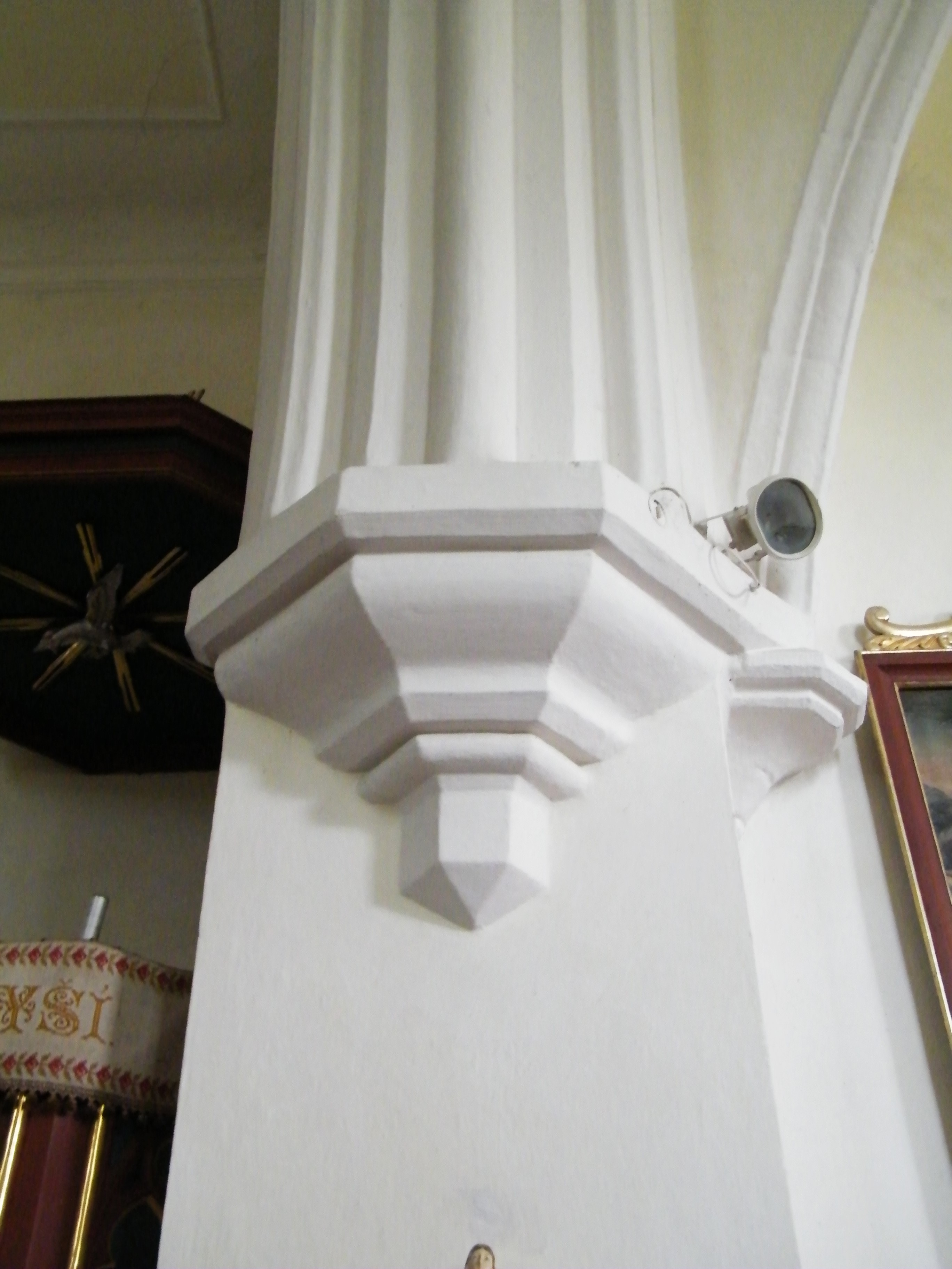
Konzola římsy mezi lodí a presbytářem
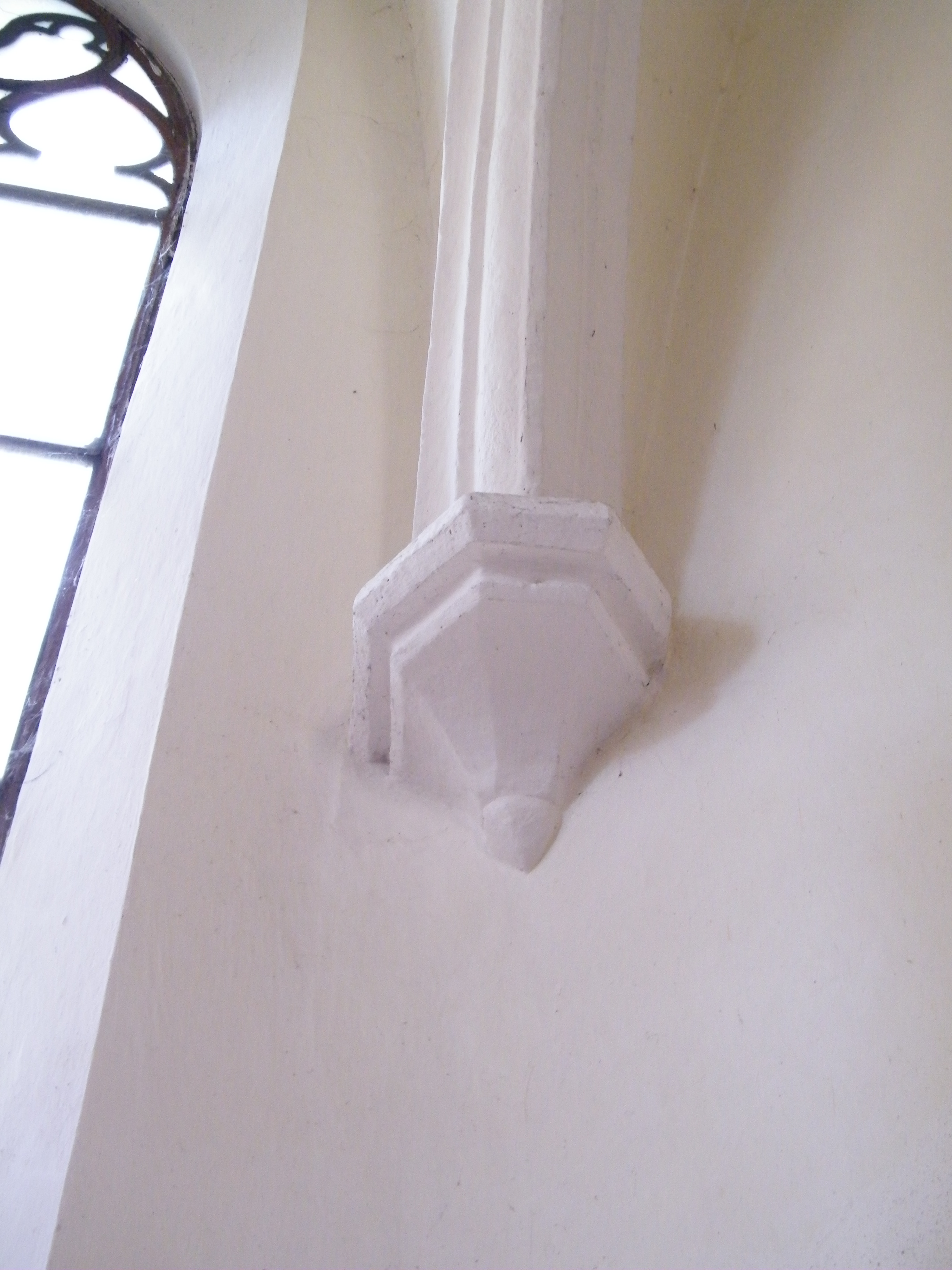
Konzoly žeber v presbytáři
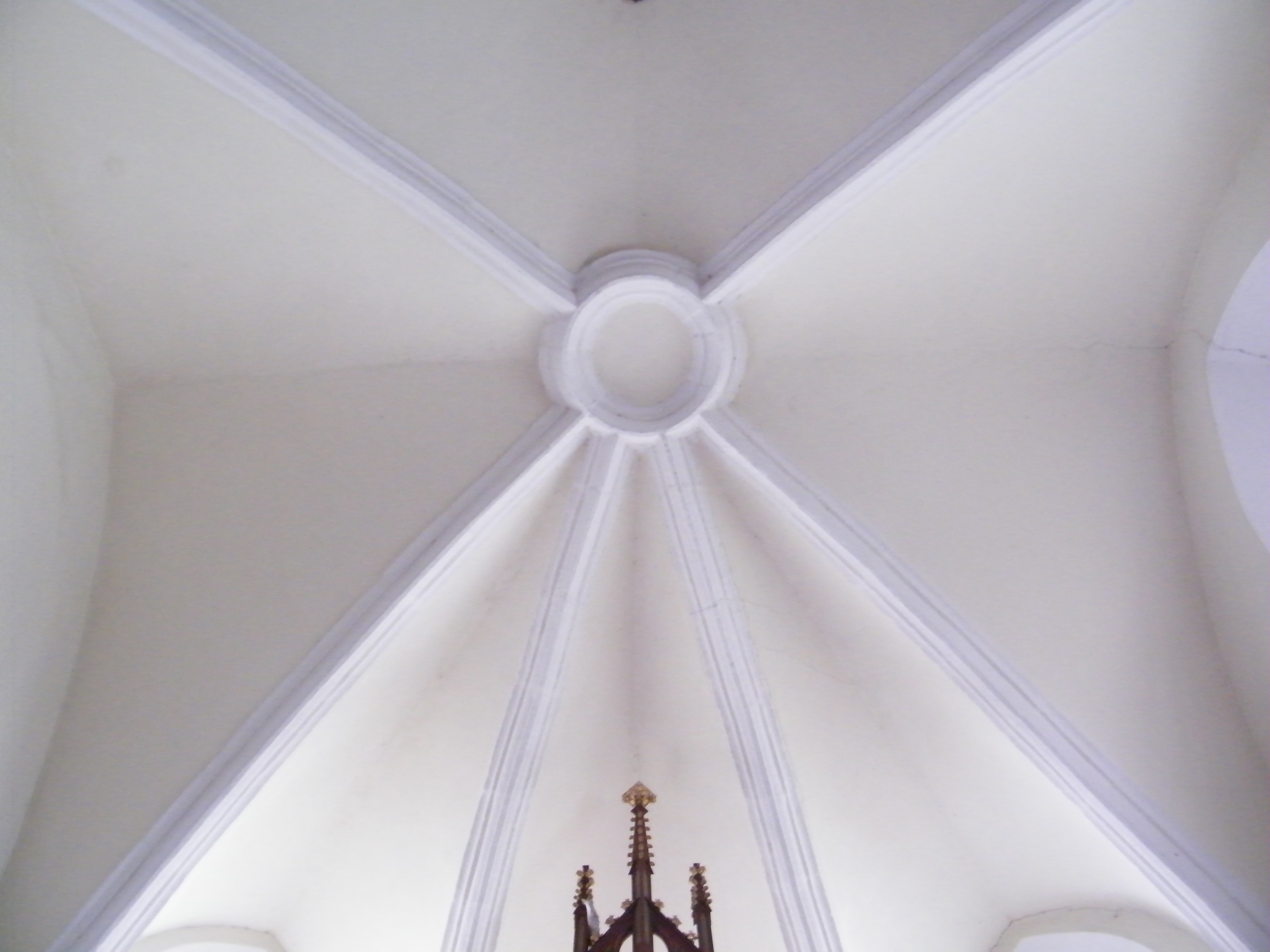
Klenba presbytáře
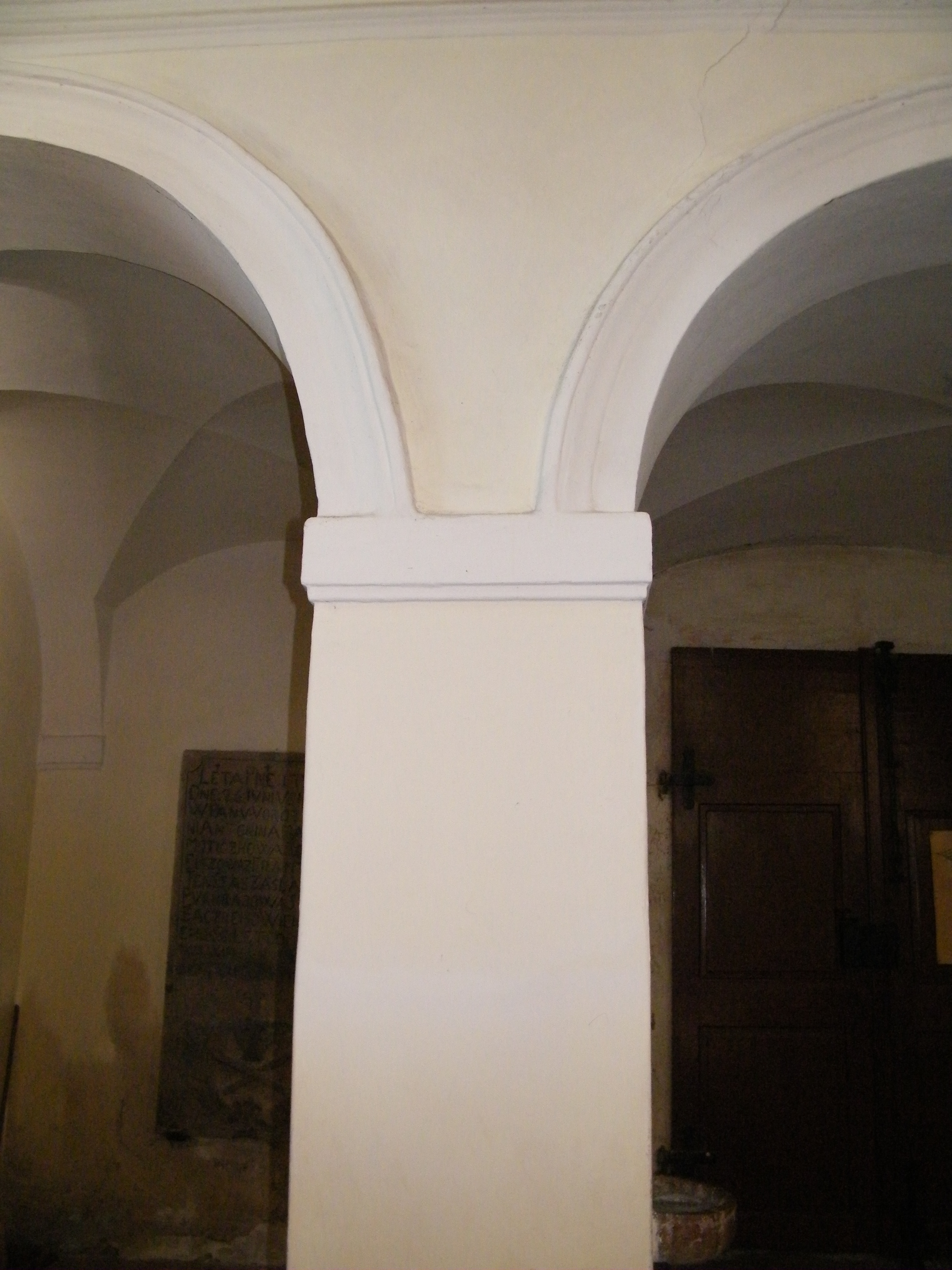
Pilíře nesoucí kruchtu
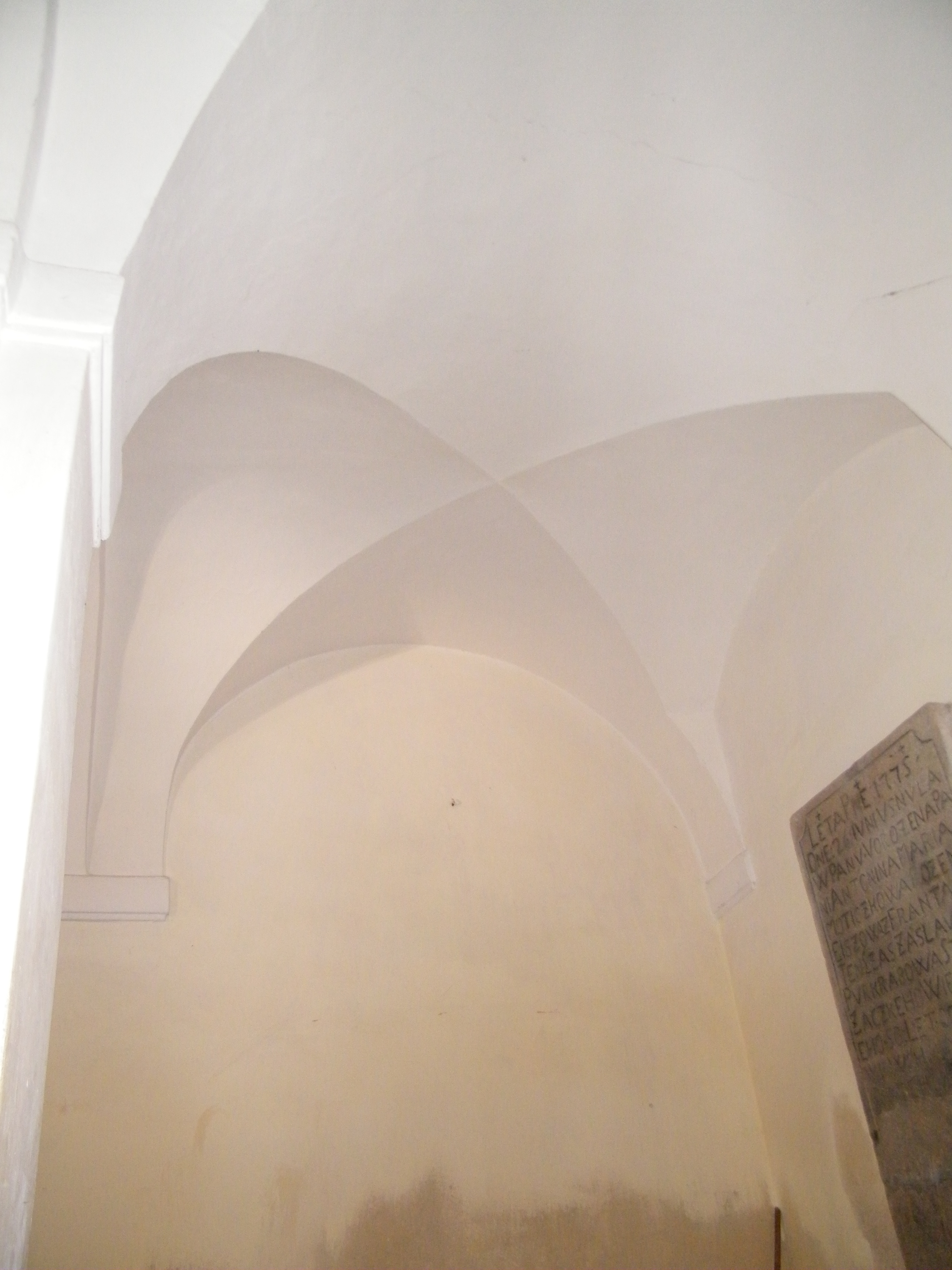
Klenby kruchty
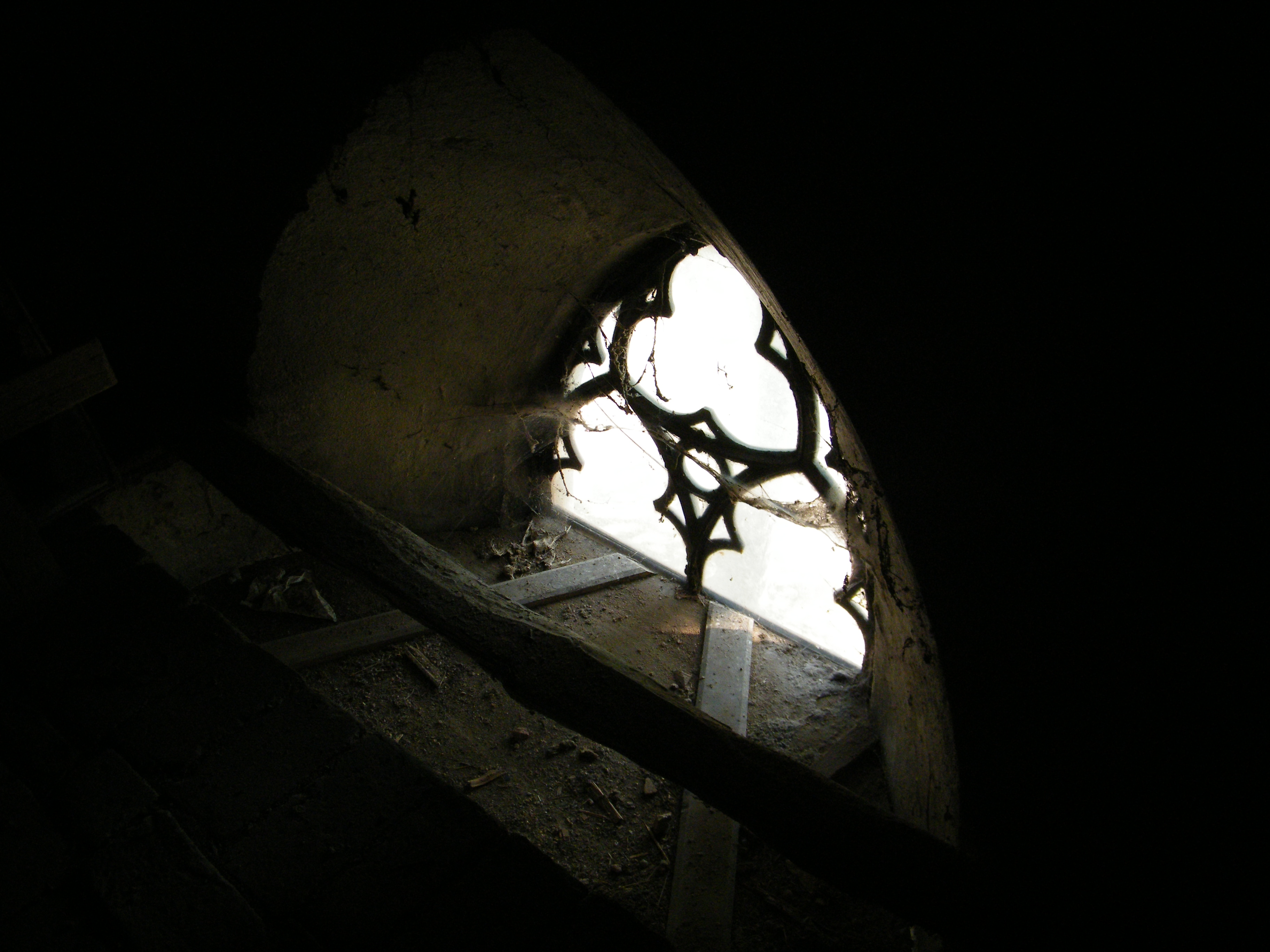
Okno jdoucí přes strop
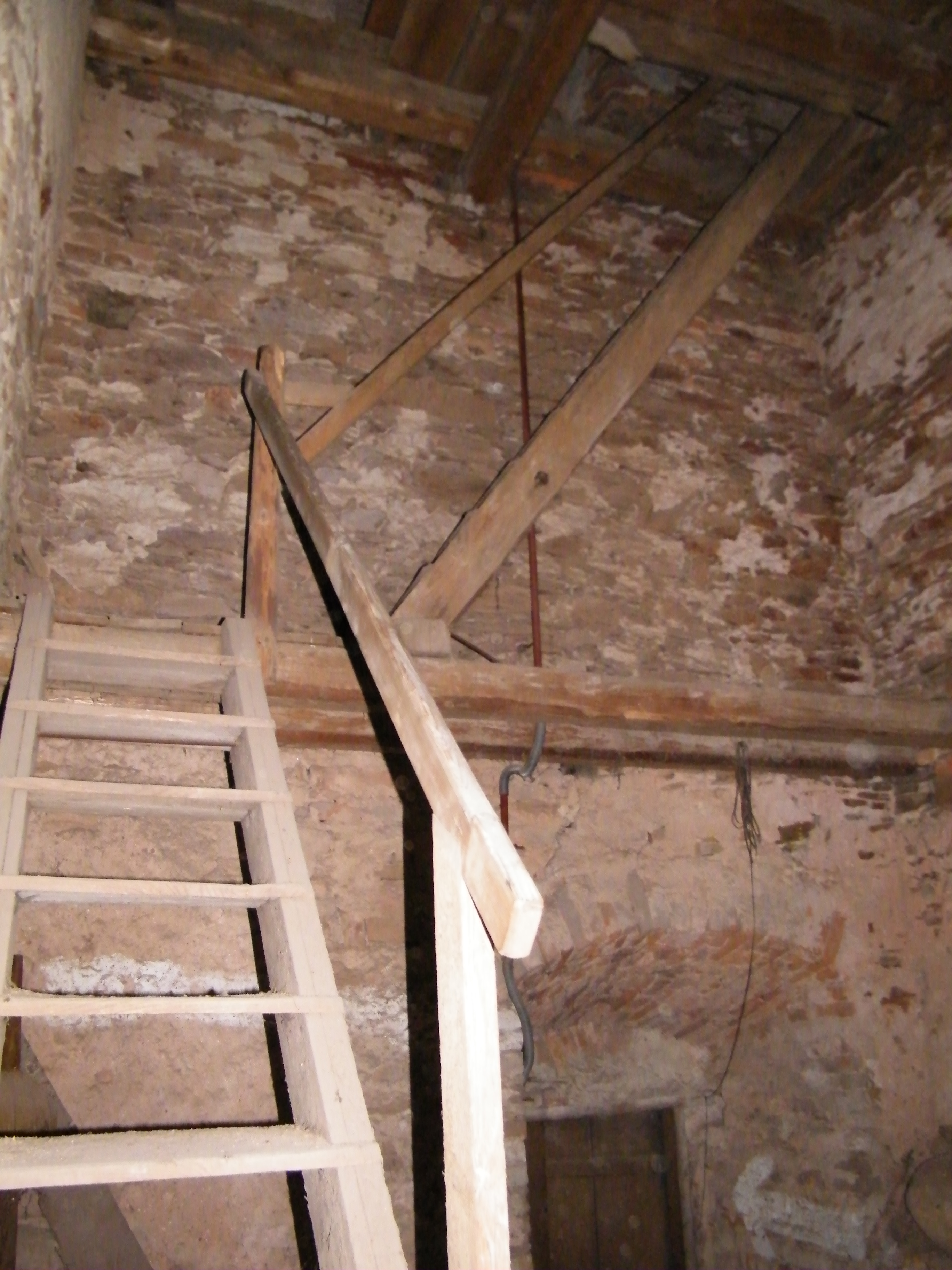
Schodiště ve věži
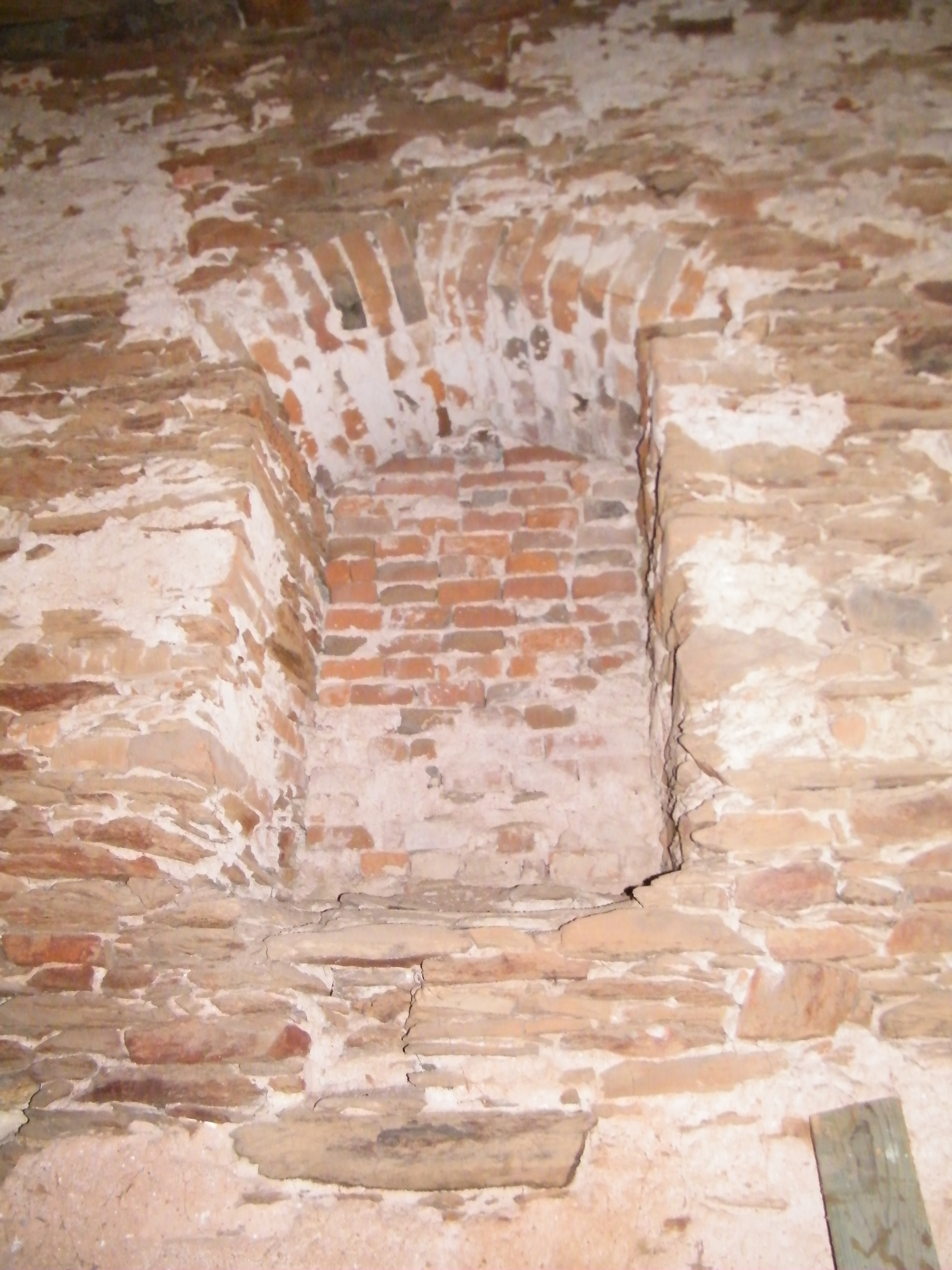
Zazděné okenní otvory ve věži
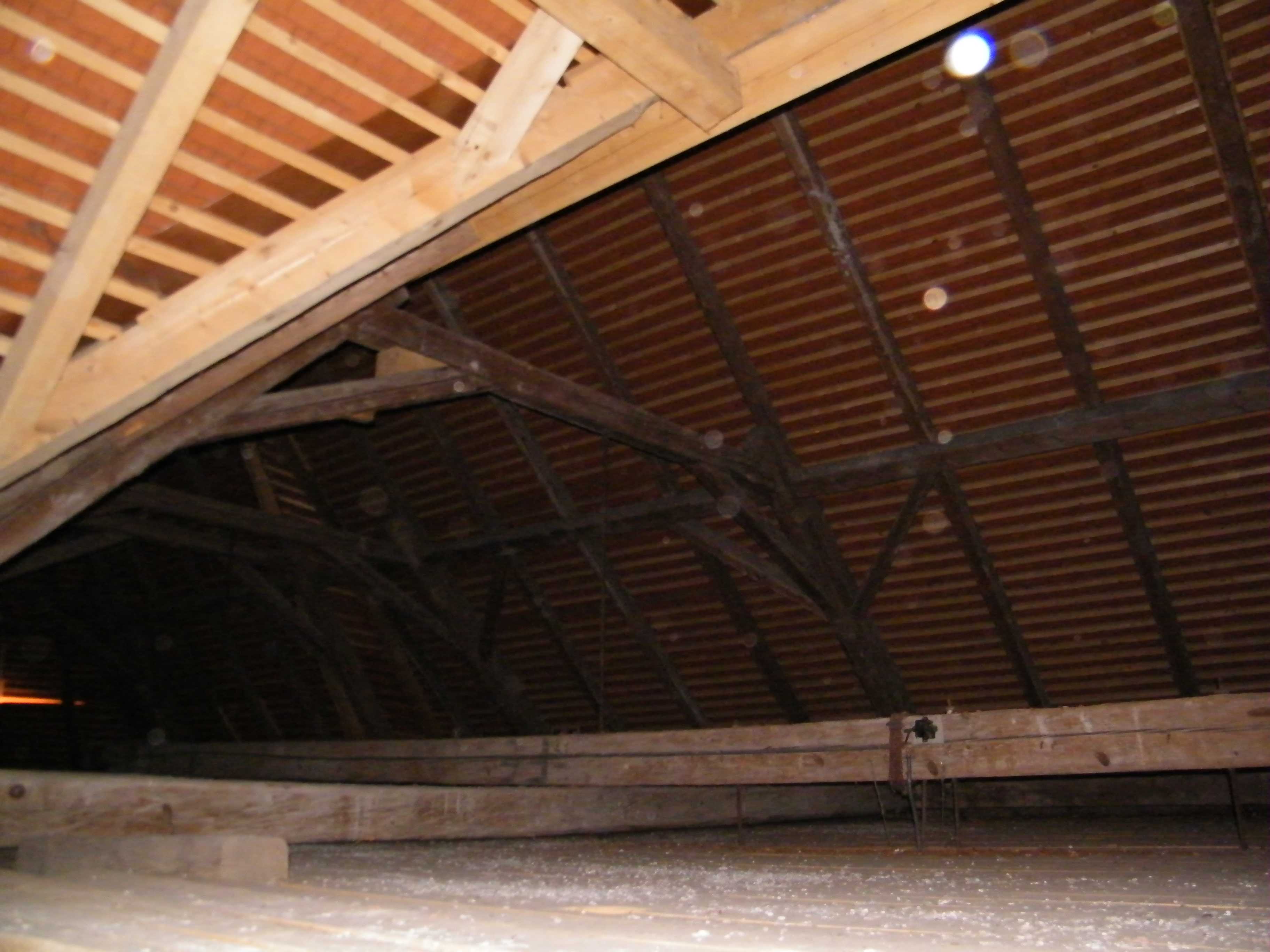
Krov lodi
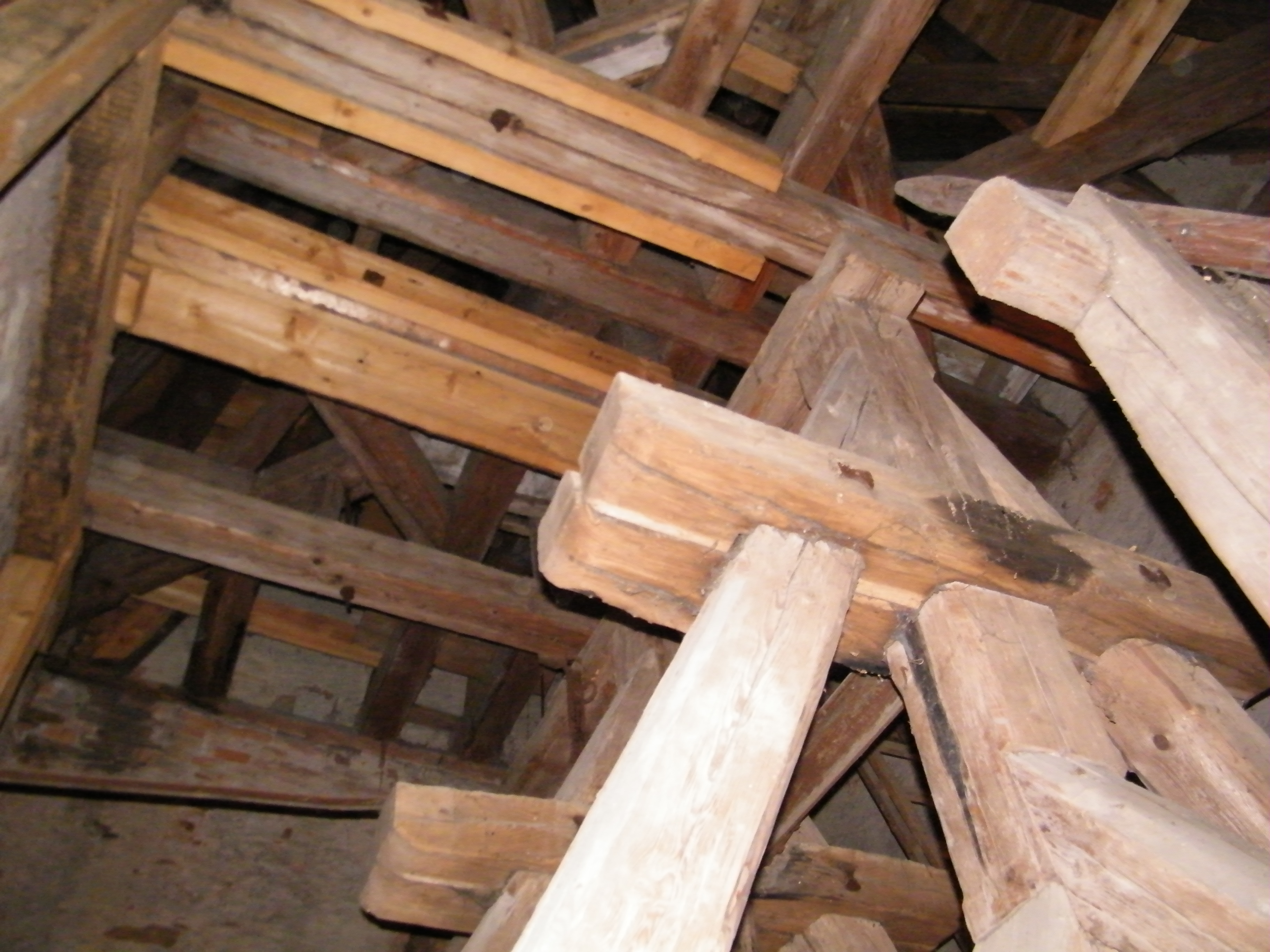
Krov věže
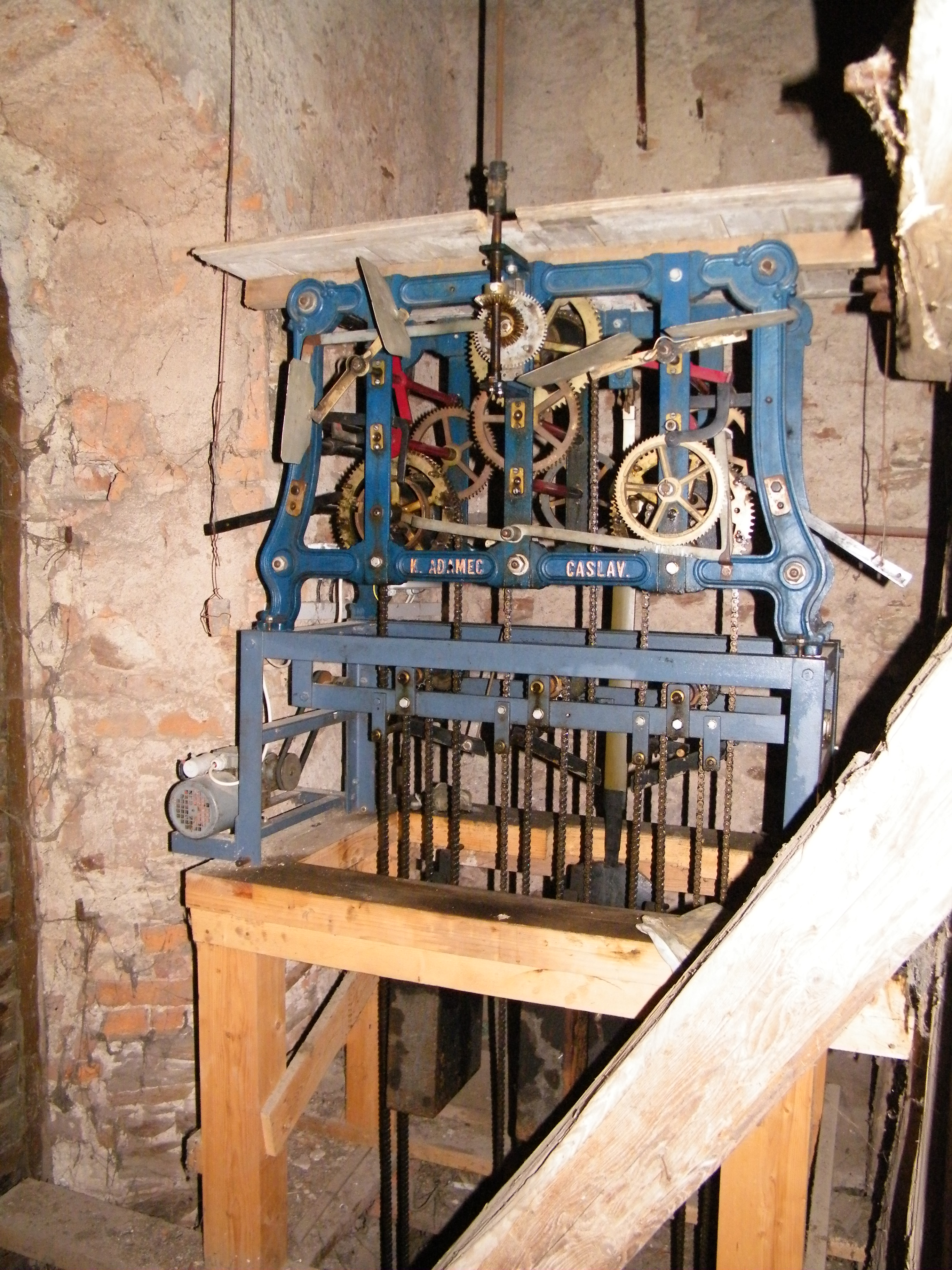
Hodinový stroj